# 麥當娜
瑪丹娜·路易絲·西科尼（英語：Madonna Louise Ciccone，1958年8月16日—），美國歌手、詞曲作家、音樂製作人及演員，被封為「流行女皇」（Queen of Pop）。其音樂作品包含了社會、政治、性、宗教等各種議題，經常同時引起爭議和受到贊譽。作為跨世紀的流行文化標誌性人物，瑪丹娜在2008年入選搖滾名人堂，這是她擁有提名資格的第一年即獲選。據金氏世界紀錄2023年重新認證，瑪丹娜是史上最暢銷的唱片女藝人，累積銷量超過4億。
1983年，瑪丹娜憑藉首張錄音室專輯《瑪丹娜》出道成為獨唱藝人。隨後，她推出了一系列成功的專輯，包括史上最暢銷專輯的《宛如處女》、《忠實者》和《無暇精選輯》，以及葛萊美獎獲獎專輯《光芒萬丈》和《娜語錄》。在她的職業生涯中也收穫了許多冠軍單曲，包括〈宛如處女〉、〈美麗的島嶼〉、〈宛如祈禱者〉、〈風尚〉、〈謝幕〉、〈冷若冰霜〉、〈音樂聖堂〉、〈心神不寧〉和〈4分鐘〉。
瑪丹娜在電影《神秘約會》、《狄克崔西》、《红粉联盟》和中的角色提高了她的知名度，其中為她贏得了金球獎最佳女演員獎，不過她的許多其他電影都不受歡迎和青睞。作為一名女商人，瑪丹娜在1992年創立了Maverick公司，其中包括Maverick唱片，是史上最成功的藝人經營唱片公司之一。她的其他事業還包括時尚品牌、寫作作品、健身俱樂部和電影製作。她也為各種慈善機構捐款，1998年成立了光芒萬丈基金會，2006年成立了振興馬拉威基金會。
瑪丹娜被美國《告示牌》百大單曲榜評為史上最成功的獨唱藝人，她在澳大利亞、加拿大、意大利、西班牙和英國都是冠軍單曲最多的女性。截至2024年，瑪丹娜的演唱會票房收入超過15億美元，是票房最高的演唱會女藝人之一。《福布斯》在過去40年（1980年代至2010年代）中11次將瑪丹娜評為年度收入最高的女性音樂人。瑪丹娜被VH1評為音樂界最偉大的女性，被MTV和《告示牌》評為有史以來最偉大的音樂錄影帶藝人，《滾石雜誌》還將她列為有史以來最偉大的藝人和最偉大的詞曲作家之一。《告示牌》2023年評選史上百大最佳藝人，瑪丹娜列於第二位。

## 生平及事業

### 1958年－1978年：早期生活

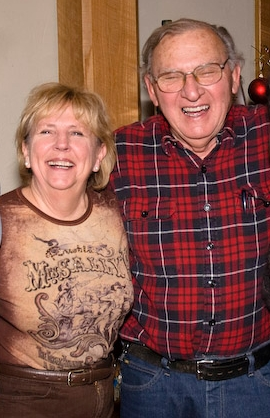
瑪丹娜的父親（右）和繼母（左），攝於2009年

瑪丹娜在1958年8月16日出生於貝城的憐憫醫院，她生在一個位於密歇根州貝城的天主教家庭，父親西爾維奧·安東尼·西科尼（Silvio Anthony "Tony" Ciccone，1931年生）是來自意大利帕琴特羅的移民，母親瑪丹娜·路易絲（Madonna Louise (née Fortin)，1933年—1963年）是法裔加拿大人。父親曾在克萊斯勒汽車和通用汽車擔任工程設計師。因為瑪丹娜與其母親同名，家人稱呼她“小儂尼”（Little Nonni）。她有兩個哥哥，安東尼（Anthony，1956年—2023年）和馬丁（Martin，1957年生），以及三個弟妹，寶拉（Paula，1959年生）、克里斯托弗（Christopher，1960年生）和梅蘭妮（Melanie，1962年生）。
在1966年的天主教堅振禮中，瑪丹娜採用薇諾妮卡（Veronica）作為她的堅振名字。她生長於底特律郊區的龐蒂亞克和埃文鎮（現為羅徹斯特山市）。在她的母親因乳腺癌過世的幾個月前，時年僅有5歲的瑪丹娜注意到母親在行為和個性上的改變，卻不明白原因，然而每當她向母親詢問此事時，母親總是在解說自己病情時顯得不知所措甚至開始哭泣。瑪丹娜後來回顧當年才意識到，當時年幼的她並沒有建立好母親即將要離開人世的概念。
1966年，父親和家裡的管家瓊·哥斯達豐（Joan Gustafon）結婚，他們有兩個孩子，詹妮弗（Jennifer，生於1967年）和馬里奧（Mario，生於1968年）。西科尼家的兄弟姐妹都對管家感到憤怒，一致抗拒任何要來到他們家取代他們鍾愛的母親的人。瑪丹娜告訴雜誌《浮華世界》（Vanity Fair）她把幼時的自己看作一個“一直在探尋某樣東西的孤獨女孩。我在某種意義上不是一個叛逆的人，我關心自己擅長的某些事情，我不剃腋毛，也不像尋常女孩一樣化妝，但是我用心學習，並成績優異……我想成為大人物。”因為深怕她父親也丟下自己而離去，瑪丹娜經常要父親在睡前陪在她旁邊，否則無法入眠。
但在父親與管家再婚之後，瑪丹娜開始對她的父親感到憤怒長達十年。她轉而從她的祖母處尋求安慰，並且養成了一個叛逆的態度。她入讀聖弗雷德里克（St. Frederick's）和聖安德烈（St. Andrew's）天主教小學，以及西部（West）中學。瑪丹娜因為她的很高的成績平均積點（GPA）而出名，又因為她的不循規蹈矩的行為而獲得惡名。瑪丹娜會在教室之間的走廊上表演側手翻和手倒立，利用膝關節懸掛在立體格子鐵架上和在上課的時候掀起她的裙子，以至於讓男孩們能夠看到她的內褲。
瑪丹娜之後入讀羅徹斯特亞當斯高中，成為一名全A學生和啦啦隊隊員。畢業後，她獲得了一份來自密歇根大學音樂、戲劇和舞蹈學院的舞蹈獎學金。瑪丹娜說服了她的父親允許她去上芭蕾舞課程，並被她的芭蕾舞老師克里斯托弗·弗林（Christopher Flynn）說服去追求舞蹈事業。
瑪丹娜在1978年從大學輟學並搬去紐約市。並很快地在東村的社區找到了一間公寓，由於身上幾乎沒有錢，她在俄羅斯茶室做服務生，在公園電梯做操作員，以及在現代舞劇團工作。瑪丹娜曾說起關於她搬來紐約的事，“這是第一次我坐飛機，第一次我搭計程車。我來到這裡時只有35美元在我口袋裡。這是我做過最勇敢的事。”她開始為其他有地位的藝人做後備舞者。在一個深夜，瑪丹娜在一次彩排結束回家的路上被兩個男人用刀尖強迫她進行口交。瑪丹娜之後回應說：“這個事件讓我嘗到何謂脆弱，它告訴我儘管我一副堅強的樣子，我依舊不能自救。我永遠不能忘記這件事。”

### 1979年－1983年：事業的開始和專輯《瑪丹娜》
在擔任法國迪斯可藝人帕特里克·埃尔南德斯（Patrick Hernandez）1979年世界巡迴演唱會的後備歌手和舞者時，瑪丹娜與音樂人丹·吉尔罗伊（Dan Gilroy）相戀。他們一起組成了她的第一個樂隊「早餐俱樂部」，瑪丹娜擔任主唱並演奏鼓和吉他。在1980-81年左右，她離開了早餐俱樂部，並與她的鼓手前男友史蒂芬·佈雷（Stephen Bray）組成了樂隊「艾美」。兩人開始一起寫歌，瑪丹娜並決定要推銷她自己成為一名獨唱藝人。他們的音樂讓作為DJ和唱片製作人的馬克·卡敏斯（Mark Kamins）印象深刻，並安排了一次讓瑪丹娜與Sire唱片創始人西蒙·史汀（Seymour Stein）見面的機會。
在瑪丹娜與Sire唱片簽下一紙單曲合約後，她的首支單曲《每個人》（Everybody）和第二支單曲《燃燒》（Burning Up）分別於1982年10月和1983年3月發行。兩首單曲都成為美國俱樂部大熱門歌曲，在雜誌《告示牌》編製的熱門舞蹈俱樂部歌曲榜上達到第三名。這次成功後，瑪丹娜開始準備她的首張專輯《瑪丹娜》（Madonna），該專輯主要由華納兄弟唱片的利基·盧卡斯（Reggie Lucas）製作。然而，她對於這些成品並不喜歡且不認同盧卡斯的製作技巧，所以決定尋求其他幫助。
瑪丹娜搬去和他的男朋友約翰·貝尼特斯（John "Jellybean" Benitez）一起住，請求他幫助完成專輯的製作。貝尼特斯為大多數曲目進行了混音並製作出了《假日》（Holiday），該歌曲是她的第三支單曲和她的首支全球熱門歌曲。首張專輯《瑪丹娜》（Madonna）的整體音質是不協調的，風格是以歡快的迪斯可形式，且利用許多當時新的技術，例如Linn Drum、Moog Bass和OB-X Synthesizer。該專輯於1983年7月發行且在六個月後的1984年告示牌200大專輯榜最高排名第八。該專輯產生了兩首其他的熱門歌曲，《愛的極限》（Borderline）和《幸運之星》（Lucky Star）。

### 1984年－1987年：專輯《宛如處女》、第一段婚姻、專輯《忠實者》和電影《她是誰》

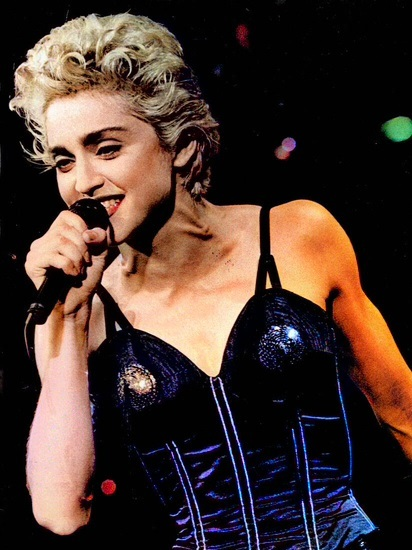
1987年，瑪丹娜在那女孩是誰世界巡迴演唱會（Who's That Girl World Tour）上表演

瑪丹娜的外型、穿衣風格，她的表演和音樂錄影帶影響了年輕女孩和女人，成為了1980年代的女性時尚潮流之一。由造型師和珠寶設計師馬里珀（Maripol）創造，外型包括蕾絲上衣、裙子穿在卡普里褲外、網襪、十字架珠寶、手鍊和漂白的頭髮。瑪丹娜在1984年11月發行她的第二張錄音室專輯《宛如處女》（Like a Virgin）後獲得了全球性的認可。該專輯登上許多國家的排行榜且是她的第一張在告示牌200大專輯榜上奪冠的專輯。專輯同名歌曲《宛如處女》（Like a Virgin）連續六週登上告示牌百強單曲榜。該歌曲吸引到許多組織的注意且抱怨該歌曲和它的音樂錄影帶宣傳婚前性行為及暗中顛覆家庭價值觀，同時許多道德說教者要求歌曲和音樂錄影帶被禁止。
瑪丹娜因她在首屆MTV音樂錄影帶大獎（VMA）上的表演受到批評。她在一個巨型婚禮蛋糕頂上登場，穿著婚紗和白色手套。該表演被MTV視作為VMA歷史上的一個象徵性時刻。多年後，瑪丹娜評論她曾非常懼怕這次表演。下一支熱門歌曲《拜金女孩》（Material Girl）的宣傳是通過她的音樂錄影帶，該音樂錄影帶是模仿瑪麗蓮·夢露（Marilyn Monroe）在1953年電影《紳士愛美人》（Gentlemen Prefer Blondes）中的一首歌曲《鑽石是女孩最好的朋友》（Diamonds Are a Girl's Best Friend）的表演。在拍攝這支音樂錄影帶期間，瑪丹娜開始與演員肖恩·潘（Sean Penn）約會。他們在1985年瑪丹娜的生日當天結婚。《宛如處女》（Like a Virgin）被美國唱片業協會認證為鑽石唱片並在全球售出超過2500萬張。在1984年1月，根據電影導演李察·艾登堡祿所述，瑪丹娜曾使用她的姓氏西科尼（Ciccone）為電影《歌舞線上》（A Chorus Line）中的一個舞蹈角色在百老匯的皇家劇院面試，但是他拒絕了她。
瑪丹娜憑藉在浪漫戲劇電影《奪標27秒》（Vision Quest）中客串一個俱樂部歌手於1985年進入主流電影行業。該電影原聲帶包括兩首新歌《為你瘋狂》（Crazy for You）和《賭徒》（Gambler）。她也在一部1985年3月的喜劇電影《神秘約會》（Desperately Seeking Susan）中出演女主角色，該電影引出了她的首支在英國奪冠的歌曲《跟上旋律》（Into the Groove）。即使瑪丹娜在該電影裡不是第一女主角，她在電影中的形象卻使得該電影被廣泛認為是瑪丹娜的宣傳工具。紐約時報電影評論家文森特·肯柏（Vincent Canby）將該電影列為1985年十大最佳電影之一。
1985年4月開始，瑪丹娜展開了她的首次在北美洲的巡迴演唱會處女巡迴演唱會（The Virgin Tour），由野獸男孩作為她的開場嘉賓。她從CBGB和馬德俱樂部一路表演到大型體育館。同時，她發表了專輯《宛如處女》（Like a Virgin）中其他的兩首熱門歌曲《天使》（Angel）和《盛裝打扮》（Dress You Up）。在7月，《閣樓》和《花花公子》雜誌公布了一系列瑪丹娜於1978年在紐約拍的裸照。她拍這些照片是因為她當時需要錢，且一次只得很少的25美元。照片的公佈引起了媒體的騷動，但是瑪丹娜保持“無悔和反抗”。這些照片最後被10萬美元的價格賣出。她在1985年室外拯救生命（Live Aid）慈善演唱會上對這些事件做出回應，表示她不會脫下她的夾克因為“媒體會在10年後一次來要脅我”。
瑪丹娜於1986年6月發行了她的第三張錄音室專輯《忠實者》（True Blue），該專輯靈感來源自她的老公肖恩·潘（Sean Penn），並表示要把該專輯獻給他。《滾石》雜誌對該專輯的印象頗為深刻，指出該專輯“聽起來是由心而發的”。該專輯中三首單曲《以生見證》（Live To Tell）、《爸爸別說教》（Papa Don't Preach）和《敞開心房》（Open Your Heart）成為告示牌百大單曲榜第一名，其它兩首單曲《忠實者》（True Blue）和《美麗的島嶼》（La Isla Bonita）亦位列榜單前五名。該專輯登頂全球超過28個國家的排行榜，這在當時是一個空前的成就，並且憑藉2500萬的銷量成為了出道至今銷量最高的錄音室專輯。同年，瑪丹娜出演了電影《上海驚奇》（Shanghai Surprise），該電影受到了極大地批評，並使她獲得了金酸莓獎的“最差女主角”。她亦獻出了首次戲劇經歷在大衛·拉比（David Rabe）的作品《古斯和湯姆湯姆》（Goose and Tomtom）裡；該作品的電影版和戲劇版都有肖恩·潘（Sean Penn）的出演。1987年，瑪丹娜出演電影《那女孩是誰》（Who's That Girl），該電影令她蟬聯金酸莓獎最差女主角。瑪丹娜為該電影的同名原聲帶灌錄了四首歌曲，包括電影同名歌曲《她是誰》（Who's That Girl）和《引發騷亂》（Causing a Commotion）。
瑪丹娜在1987年7月展開了那女孩是誰世界巡迴演唱會（Who's That Girl World Tour），該巡演一直持續到9月。該巡演打破了許多上座紀錄，包括在巴黎附近的演唱會觀眾人數超過13萬人，亦是至今她的單場觀眾人數最多的演唱會。之後，她發行了一張混音專輯《你可以跳舞》（You Can Dance），該專輯在告示牌200大專輯榜上位列第14名。

### 1988年－1991年：專輯《宛如祈禱者》、電影《迪克·翠絲》和紀錄片《真實或大膽》

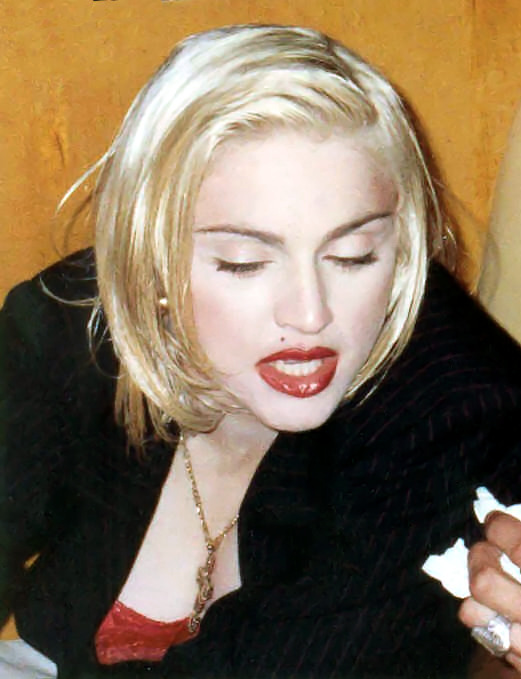
1990年，瑪丹娜於愛滋病計劃洛杉磯慈善音樂會

1988年，瑪丹娜演出百老匯舞台劇《Speed The Plow》，但賣座不佳，她後來表示後悔參與該次演出。1989年1月，瑪丹娜申請與肖恩·潘（Sean Penn）離婚，理由是他們兩人有不可調和的分歧。
1989年1月，瑪丹娜與汽水生產商百事公司簽署了一份代言協議合約。在她的其中一個百事廣告裡，她首次釋出了她的歌曲《宛如祈禱者》（Like a Prayer）。該歌曲的音樂錄影帶裡出現了許多天主教標誌例如聖痕和燃燒的十字架以及一個愛上聖徒的夢。這些內容致使該音樂錄影帶受到來自梵蒂岡聖座的譴責，宗教團體要求該廣告禁播並且抵制百事產品。百事最終撤銷了這支廣告以及贊助瑪丹娜的合約。這首歌被收錄在瑪丹娜同年的第四張錄音室專輯《宛如祈禱者》（Like a Prayer）裡，該專輯由瑪丹娜和帕特里克·倫納德（Patrick Leonard）、史蒂芬·佈雷（Stephen Bray）共同創作和製作。瑪丹娜因為這張專輯收到了許多正面的反饋，《滾石》雜誌指出該專輯「做為流行音樂產物而言簡直就是藝術。」《宛如祈禱者》在告示牌200大專輯榜上登頂並且擁有美國400萬和全球1500萬張的銷量。該專輯中的六支單曲，包括《宛如祈禱者》（Like a Prayer），獲得單曲榜第一名，以及《表達自我》（Express Yourself）和《珍愛》（Cherish），雙雙獲得第二名。在1980年代結束之際，瑪丹娜被MTV頻道、《告示牌》雜誌和《音樂人》雜誌評為十年最佳藝人。
踏入1990年代，瑪丹娜在電影《迪克·特雷西》（Dick Tracy）裡出演了角色布里斯勒斯·馬奧尼（Breathless Mahoney），並由華倫·比提（Warren Beatty）出演電影同名角色。她的出演使得她提名土星獎最佳女主角獎。為了搭配電影，她發行了一張原聲帶專輯《屏息》（I'm Breathless），該專輯裡有許多歌曲的靈感來源自電影裡的1930年代的佈景。該專輯裡的歌曲《風尚》（Vogue）和《或早或晚》（Sooner or Later）都是美國單曲榜第一名的熱門歌曲，後者更讓創作人史蒂芬·桑坦（Stephen Sondheim）獲得1991年奧斯卡最佳原創歌曲獎。在電影拍攝期間，瑪丹娜與沃伦·比蒂（Warren Beatty）開始了一段戀人關係，二人於1990年年底分手。在1990年4月，瑪丹娜開始了她的金髮雄心世界巡迴演唱會（Blond Ambition World Tour），該巡演一直持續到8月。《滾石》雜誌稱該巡演是一個“具有精美舞蹈動作設計以及具有性挑釁的華麗表演”，並表示這是“1990年的最佳巡演”。演唱會表演到歌曲《宛如處女》（Like a Virgin）時，兩位男舞者在她假裝自慰前撫摸她的身體，該表演橋段激發了許多宗教團體的負面反應。瑪丹娜回應：“這次巡演絕不是要傷害任何人的情緒。這只是為了思想開放以及讓他們用另一種方式看待性。他們自己的和其他人的。”該巡演的現場實況在1992年獲得葛萊美獎的最佳長篇音樂錄影帶（Best Music Video - Long Form）。
瑪丹娜的首張精選輯《無暇精選輯》（The Immaculate Collection）於1990年11月發行。該專輯包括兩首新歌《證明我的愛》（Justify My Love）和《拯救我》（Rescue Me）。該專輯被美國唱片業協會認證為鑽石唱片並且在全球擁有超過3000萬的銷量，成為史上獨唱藝人（也是女歌手）中銷量最高的精選輯。《證明我的愛》（Justify My Love）分別在美國單曲榜和全球單曲榜上位列第一和第十位。該歌曲的音樂錄影帶出現了性虐戀、綑綁、同性接吻和短暫的裸體鏡頭。該音樂錄影帶對於MTV來說被認為太過於露骨並且在電視聯播網上禁播。瑪丹娜對禁播做出回應：“為什麼人們會願意去看一部關於某人沒有任何理由地被炸成碎片的電影而不想去看兩個女孩接吻和兩個男人偎依？”
1990年12月，瑪丹娜決定放棄曾經應允出演的詹妮弗·林奇（Jennifer Lynch）的電影《盒裝美人》（Boxing Helena），並且沒有給出任何解釋給製片人。幾乎同時，瑪丹娜開始了與饒舌歌手香草冰（Vanilla Ice）的一段長達八個月的戀人關係，最終分手收場因為瑪丹娜的寫真集《性》（Sex）。她的首部紀錄片《真實或大膽》（Truth or Dare，於北美地區以外被叫做《與瑪丹娜同床》(In Bed with Madonna)）於1991年5月發行，該紀錄片記述了她的金髮雄心世界巡迴演唱會（Blond Ambition World Tour）的台前幕後。不久之後，瑪丹娜與紀錄片中的男舞者因糾紛走上法庭。

### 1992年－1997年：創立公司《Maverick》、專輯《情慾》、寫真書《性》、專輯《枕邊故事》和電影《貝隆夫人》

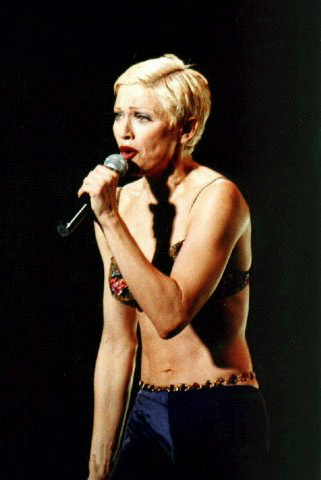
1993年，瑪丹娜於女子秀世界巡迴演唱會（The Girlie Show World Tour）

1992年，瑪丹娜出演了電影《紅粉聯盟》（A League of Their Own）中的一名女子棒球隊隊員梅·墨達比妥（Mae Mordabito）一角。她亦為該電影錄製了主題曲《這裡曾是我的遊樂場》（This Used to Be My Playground），該歌曲登上告示牌百大單曲榜第一名，成為了瑪丹娜第10首冠軍單曲。同一年，瑪丹娜創立了自己的娛樂事業公司Maverick，其中包括Maverick唱片公司、Maverick電影製作公司以及與音樂、電視和書籍出版和商品銷售相關的其它部門。該公司是一個與時代華納公司共同創辦的合資企業，華納並提前支付瑪丹娜6000萬美元。協議規定瑪丹娜可以從音樂收入中提取20％的版稅，這個版稅率在行業裡是數一數二的高，與一年前麥可·傑克森與索尼唱片的協議中達成的版稅率一樣。公司的首件出版物是瑪丹娜於10月發行的寫真書《性》（Sex），該寫真書包括性挑釁和露骨的照片，由史蒂芬·梅塞爾（Steven Meisel）拍攝。推出後受到了媒體和大眾強烈的差評，但它卻在短短幾天時間內以50美元每本的價格賣出了150萬本。同時，瑪丹娜發行了她的第五張錄音室專輯《情慾》（Erotica），該專輯在告示牌200大專輯榜上排名第二。專輯同名歌曲《情慾》（Erotica）在告示牌百大單曲榜上排名第三。其他五首單曲包括：《深深地》（Deeper and Deeper）、《壞女孩》（Bad Girl）、《雨》（Rain）、《再見寶貝》（Bye Bye Baby）和翻唱歌曲《慾火》（Fever）。瑪丹娜在1993年情色驚險電影《肉體證據》（Body of Evidence）中的形象再次受到爭議。該電影內容充斥著性虐恋和捆綁，受到電影評論家負面的批評。同一年她亦出演了電影《銀色機密》（Dangerous Game），該電影在北美地區是直接以視頻的形式發行。《紐約時報》形容這部電影是“令人生氣和痛苦的，而且這種痛苦的感覺很真實”。
瑪丹娜的第四次世界巡迴演唱會女子秀世界巡迴演唱會（The Girlie Show World Tour）於1993年9月展開，演唱會開場時她在上身裸露的舞者圍繞下，打扮成一個揮舞著鞭子的女性施虐狂。巡演開到波多黎各時，她在舞台上用波多黎各的島旗在兩腿之間磨擦，這行為激發了觀眾的憤怒。1994年3月，她作為採訪嘉賓登上大衛深夜秀（Late Show with David Letterman），由於她在節目上的一些不敬的行為而導致這集節目被要求接受審查，同時在節目上她遞上自己的內褲給大卫·莱特曼（David Letterman）並且要求他聞。瑪丹娜露骨的專輯、寫真集、電影，以及她在大衛深夜秀上的挑釁行為讓越來越多人質疑她僅僅是一個性叛逆者，評論家和粉絲紛紛反應消極，並評價“她偏離軌道太遠”，認為她的事業應該已經完了。
傳記作家蘭迪·塔拉波雷利（J. Randy Taraborrelli）形容瑪丹娜的情歌《我會記住》（I'll Remember）是用來緩和大眾對她的露骨形象。此作是她為阿萊克·凱恩西恩（Alek Keshishian）的電影《乞丐博士》（With Honors）錄製的主題曲。後來在1994年9月的MTV音樂錄影帶大獎（VMA）頒獎典禮上，瑪丹娜與大卫·莱特曼（David Letterman）一同出場。同年瑪丹娜在上杰雷諾今夜秀（The Tonight Show with Jay Leno）時表示，為了要保持她的人氣她不得不改變她的音樂方向。在10月發行的第六張錄音室專輯《枕邊故事》（Bedtime Stories）中，瑪丹娜轉變成了一個比較柔和的形象並試著去改善大眾對她的接受度。該專輯在告示牌200大專輯榜達到第三名，專輯中的四首單曲包括《秘密》（Secret）和《謝幕》（Take a Bow），後者更在告示牌百大單曲榜上蟬聯七週冠軍，是她蟬聯時間最久的單曲。同時，她與健身教練卡洛斯·里昂（Carlos Leon）開始戀人關係。
瑪丹娜的第二張精選輯《情難忘》（Something to Remember）於1995年11月發行，不同於以往的精選專輯，這次是集合瑪丹娜過往最經典的抒情歌曲，以及三首新歌：《拭目以待》（You'll See）、《再一次機會》（One More Chance）和翻唱歌曲《我要你》（I Want You）。專輯發行之後，瑪丹娜並沒有做太多的宣傳，因為此時她的事業重心正放在拍攝音樂劇《艾薇塔》（Evita）的電影版。
在1996年的電影（Evita）中，瑪丹娜扮演主角伊娃·裴隆（Eva Perón）。一直以來，瑪丹娜都渴望扮演伊娃·裴隆（Eva Perón），並且寫信給導演亞倫·帕克（Alan Parker）告訴他為何她如此癡迷這個角色。她之後說：“這個角色就是天生為我而造的。我可以為這個角色傾盡所有因為它對於我來說不僅僅隻是一個電影角色。它是讓人興奮但同時又是讓人驚嚇的……而且我對出演《貝隆夫人》（Evita）感到無比的自豪。”在確定這個角色給瑪丹娜後，她接受了聲樂訓練，並學習了阿根廷和伊娃·裴隆（Eva Perón）的歷史。然而在拍攝期間，她因被頻繁地要求強烈的情感表達而幾度生病。還發現自己已懷孕，據她之後上奧普拉的節目訪談時表示：“在每次拍攝之後我都是喘氣的。我不得不每隔十分鐘就在長沙發上躺一下好讓我能從暈眩中恢復，我很擔心我會因為動作幅度過大而在某種程度上使肚子裡的孩子受到傷害。”當時瑪丹娜在她的個人日記裡寫道：“很諷刺地，這種脆弱和虛弱的感覺竟然對我的電影有所幫助。我確定伊娃·裴隆（Eva Perón）在她生病後的每一天都是這種感覺。”
（Evita）電影發佈之後獲得了很多人的欣賞。《時代》雜誌的札克·康納（Zach Conner）評價，“終於可以鬆口氣地說，《貝隆夫人》（Evita）這部電影是無可挑剔的、演員演技到位且視覺效果精緻。瑪丹娜再一次向世人證明她能做出超乎預料的事情。她扮演的伊娃·裴隆（Eva Perón）有一種淒美的疲態而這不是一個普通明星能夠隨便演繹出來的水準。不管你是否喜歡瑪丹娜飾演的伊娃·裴隆（Eva Perón），她都像磁鐵一樣吸引著我們的眼球。”瑪丹娜因為這個角色獲得金球獎最佳音樂及喜劇類電影女主角。她在《貝隆夫人電影原聲帶》（Evita）中發表了三首單曲，包括1997年奧斯卡最佳原創歌曲獎獲獎作品《你必須愛我》（You Must Love Me）和《阿根廷別為我哭泣》（Don't Cry for Me Argentina）。瑪丹娜之後在1996年告示牌音樂獎上從托尼·班內特（Tony Bennett）手中接過藝人成就獎。瑪丹娜的女兒露德絲·里昂（Lourdes Maria Ciccone Leon）於1996年10月4日在洛杉機市好撒瑪利亞人醫院出生，這是她和卡洛斯·里昂（Carlos Leon）的女兒。傳記作家瑪麗·克洛斯（Mary Cross）指出即使瑪丹娜在拍攝期間經常生病且總是擔心她的懷孕會影響拍攝，她確實達成了許多她的個人目標，“現年38歲，瑪丹娜不僅在銀幕上取得了巨大勝利並且終於達成了擁有孩子的夢想。因為重塑了她自己和她在公眾心中的形象，她在她的事業上達到了另一個轉折點。”瑪丹娜與卡洛斯·里昂（Carlos Leon）的戀人關係於1997年5月結束，她聲明他們“更適合當好朋友”。在女兒出生後，瑪丹娜開始沉醉於東方神秘主義和卡巴拉教。1997年，演員桑德拉·伯恩哈德（Sandra Bernhard）向瑪丹娜引見了猶太神秘主義。

### 1998年－2002年：專輯《光芒萬丈》、《音樂聖堂》和第二次婚姻

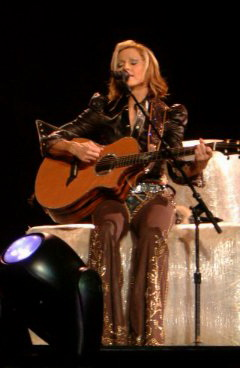
2001年，瑪丹娜於沉淪世界巡迴演唱會（Drowned World Tour）

1998年，產後復出的瑪丹娜在第七張錄音室專輯《光芒萬丈》（Ray of Light）中展現出她在形象上的轉變。該專輯她與電子音樂製作人威廉·歐比特（William Orbit）合作，瑪丹娜希望能夠創造出一種音樂是能夠將舞曲、流行和英式搖滾揉合在一起的。美國音樂評論家安·帕瓦斯（Ann Powers）描述：“瑪丹娜與威廉·歐比特（William Orbit）在該專輯裡尋求的是一種豐富。鐵克諾音樂和咆哮音樂發生在90年代並且已經衍生出許多不同的型態。有像艾費克斯雙胞胎（Aphex Twin）那種比較傾向硬式搖滾的，亦有像流線胖小子（Fatboy Slim）那種比較傾向派對音樂的。可是這些都不是瑪丹娜想要的。她想寫出擁有她自己風格的音樂。威廉·歐比特（William Orbit）亦幫助她做到了。”
該專輯獲得了很高的評價，《偏鋒》（Slant）雜誌聲稱該專輯是“90年代最偉大的流行音樂傑作之一”。《光芒萬丈》（Ray of Light）獲得了四項葛萊美獎的殊榮，《滾石》（Rolling Stones）雜誌將該專輯列為“史上最偉大的五百張專輯之一”。商業方面，該專輯在許多國家的排行榜上奪冠並在全球擁有超過1600萬的銷量。該專輯的首支單曲《冷若冰霜》（Frozen）成為瑪丹娜首支在英國單曲榜上奪冠的單曲，同時成為她在美國單曲榜上第六支排名第二的單曲，使瑪丹娜成為在美國單曲榜上擁有最多第二名歌曲的藝人。第二支單曲《光芒萬丈》（Ray of Light）在告示牌百大單曲榜上排名第五位。
1998年出版的金氏世界紀錄大全上寫道：“沒有其他女歌手在全球擁有比瑪丹娜更多的唱片銷量”。1999年，瑪丹娜與電影《心靈真愛》（Music of the Heart）簽約並應允出演一名小提琴教師，但之後她選擇離開該項目，理由是她與導演韦斯·克拉文（Wes Craven）有“创作領域上的分歧”。之後，她為1999年電影《王牌大賤諜二部曲：時空賤諜007》（Austin Powers: The Spy Who Shagged Me）錄製了單曲《美麗陌生人》（Beautiful Stranger）。該單曲雖僅在電台公開播放，但仍在告示牌百大單曲榜排名第19位。瑪丹娜亦憑藉該單曲於2000年葛萊美獎獲得最佳影視原聲歌曲獎。
2000年，瑪丹娜出演電影《好事成雙》（The Best Next Thing）並為該電影錄製了兩首歌曲：《時間靜止》（Time Stood Still）與一首翻唱自唐·麥克林（Don McLean）1971年的歌曲《美國派》（American Pie）。她於2000年9月發行了她的第八張錄音室專輯《音樂聖堂》（Music）。該專輯延續了《光芒萬丈》（Ray of Light）中的電子舞曲風格，同時迎合了她的同志觀眾的口味。瑪丹娜評論她與與法國製作人米爾維斯·艾哈迈德扎伊（Mirwais Ahmadzaï）的合作：“我愛與怪人合作，因為他們有著最原始的天賦而且他們製作的音樂十分與眾不同。《音樂聖堂》（Music）是聲音的未來。”AllMusic數據庫的音樂評論家史蒂芬·托馬斯·艾爾維恩（Stephen Thomas Erlewine）認為“《音樂聖堂》（Music）匯集了璀璨斑斕的色彩、技術、風格和物質。該專輯擁有多重深度和層次，容易使人聯想到上張專輯《光芒萬丈》（Ray of Light）。”該專輯在全球超過20多個國家的排行榜上奪冠並在專輯發行的十天內就擁有400萬的銷量。《音樂聖堂》（Music）在美國首發便在告示牌200大專輯榜上奪冠，亦是她自專輯《宛如祈禱者》（Like a Prayer）的11年以來首度登頂告示牌200大專輯榜的專輯。該專輯包括三支單曲：告示牌百大單曲榜冠軍《音樂聖堂》（Music）、《別告訴我》（Don't Tell Me）與《女孩的感覺》（What It Feels Like for a Girl）。《女孩的感覺》（What It Feels Like for a Girl）的音樂錄影帶內容包含犯罪和破壞行為，因此遭到MTV和VH1禁播。
她與她的第二任丈夫導演蓋·瑞奇（Guy Ritchie）於1998年11月認識，並於2000年8月11日在洛杉磯西奈山醫療中心生下他們的兒子洛克·瑞奇（Rocco Ritchie）。瑪丹娜因為胎盤前置而在生下洛克·瑞奇（Rocco Ritchie）時面對大難題。洛克·瑞奇（Rocco Ritchie）於2000年12月21日在蘇格蘭多诺赫的多諾赫大教堂接受洗禮。瑪丹娜與蓋·瑞奇（Guy Ritchie）於第二天在附近的斯基博城堡完婚。她的第五次世界巡迴演唱會沉淪世界巡迴演唱會（Drowned World Tour）於2001年4月展開。該巡演橫跨美國和歐洲，並成為獨唱藝人年度最高票房的巡演，共收入7500萬美元且有47場次爆滿。同一年瑪丹娜亦發行了她的第三張精選輯《就是娜》（GHV2）與巡演現場實錄。《就是娜精選輯》（GHV2）在告示牌200大專輯榜排名第七位。
2002年瑪丹娜出演了由她丈夫蓋·瑞奇（Guy Ritchie）導演的電影《浩劫妙冤家》（Swept Away）。該電影在英國作為影片的形式發行，被形容是是一部商業性失敗的電影。5月，她使用瑪丹娜·瑞奇（Madonna Ritchie）這個名字出演了位於倫敦的溫德姆劇院中的西區戲劇《大家有份》（Up for Grabs），瑪丹娜的出現獲得觀眾的差評並被形容成是“當晚最令人失望的部分”。10月，她發表了詹姆士·龐德（James Bond）電影《誰與爭鋒》（Die Another Day）的主題曲《擇日而亡》（Die Another Day），她亦在電影中客串一角色，但被《衛報》（The Guardian）電影評論家形容為“極其呆板的演技”。該歌曲在告示牌百大單曲榜上排名第八位並且入圍金球獎最佳原唱歌曲獎和金酸莓獎最差原創歌曲獎。

### 2003年－2006年：專輯《夢醒美國》和《娜語錄》

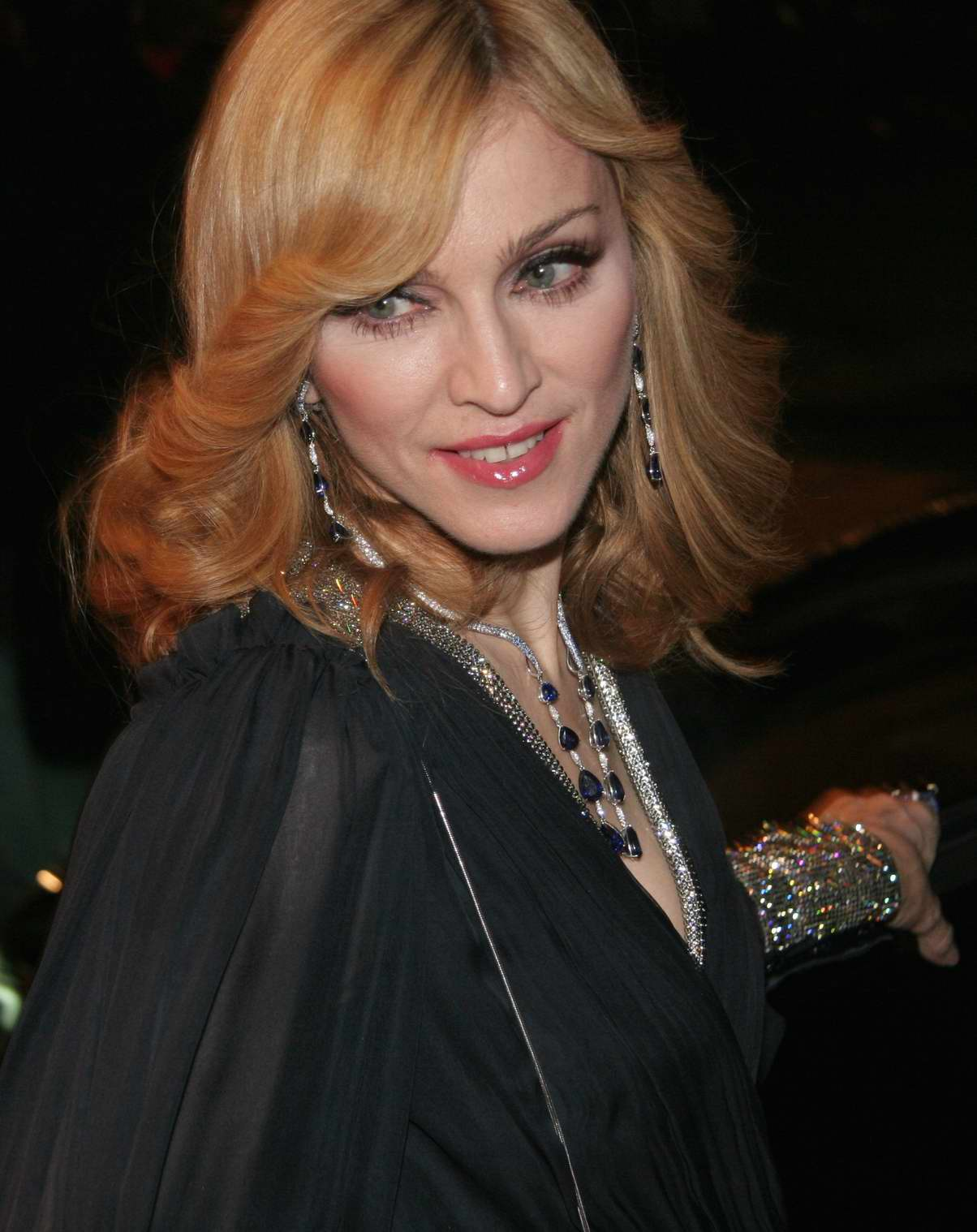
2005年，瑪丹娜為紀錄片《瑪丹娜的秘密檔案》作宣傳

電影《誰與爭鋒》（Die Another Day）後，2003年瑪丹娜與時尚攝影師史蒂芬·克萊恩（Steven Klein）共同主辦了一場名為神魂顛倒（X-STaTIC Pro=CeSS）的展覽。該展覽展出瑪丹娜為《W》雜誌拍攝的照片與七支錄影帶片段。該展覽從三月至五月於紐約的戴奇項目（Deitch Projects）畫廊展出。該展覽亦以不同形式於世界各地展出。同年，瑪丹娜發行了其個人第九張錄音室專輯《夢醒美國》（American Life），該專輯靈感源於瑪丹娜對美國社會的觀察；該專輯受到好壞參半的評價。瑪丹娜表示，“專輯《夢醒美國》（American Life）就像一場回憶之旅，回顧我之前所做過和所重視的每一件事。”《擁護者》（The Advocate）雜誌的拉瑞·弗利克（Larry Flick）認為“專輯《夢醒美國》（American Life）是瑪丹娜最有冒險精神和歌詞最有內涵的一張專輯，”但同時譴責該專輯是“一張未用盡全力製作的專輯。”歌曲《夢醒美國》（American Life）位列告示牌百大單曲榜第37名。該歌曲的首版音樂錄影帶被撤銷，因為瑪丹娜認為該音樂錄影帶中包含的暴力和戰爭的畫面可能會被視作不愛國的表現，因為當時美國正在與伊拉克進行戰爭。專輯《夢醒美國》（American Life）於全球的銷量高達4百萬，但卻是瑪丹娜職業生涯中銷量最低的專輯。
瑪丹娜於2003年MTV音樂錄影帶大獎上為觀眾帶來了另一次具有爭議性的表演，與布蘭妮·斯皮爾斯（Britney Spears）、克莉絲汀·阿奎萊拉（Christina Aguilera）和蜜西·艾莉特（Missy Elliott）一同演唱歌曲《好萊塢》（Hollywood）。瑪丹娜因為表演上親吻布蘭妮·斯皮爾斯（Britney Spears）和克莉絲汀·阿奎萊拉（Christina Aguilera）而引起爭議。2003年10月，瑪丹娜參與演唱了布蘭妮·斯皮爾斯（Britney Spears）的歌曲《嗆音樂》（Me Against the Music）。之後瑪丹娜發行EP《神話再現》（Remixed & Revisited），該專輯包含專輯《夢醒美國》（American Life）中數首歌曲的重混版本以及一首於專輯《枕邊故事》（Bedtime Stories）錄音期間錄製完成但並未發表的歌曲《你的誠實》（Your Honesty）。瑪丹娜亦與卡拉威藝術娛樂公司簽約撰寫五本童書。首本童書《英倫玫瑰》（The English Roses）於2003年9月出版。故事圍繞四個相互嫉妒的英國校園女孩。《衛報》（The Guardian）的凱特·凱爾維（Kate Kellway）表示，“瑪丹娜是在扮演一個她永遠都成為不了的人——J·K·羅琳（J. K. Rowling），一朵真正的英倫玫瑰。”該書登頂《紐約時報》（The New York Times）暢銷書籍榜單並成為史上銷售最快的兒童繪本。
翌年，瑪丹娜與Maverick公司一同起訴華納兄弟唱片及其前母公司時代華納，聲稱公司資源管理不當以及問題記帳行為使公司消耗數百萬美元。作為反擊，華納反上訴Maverick公司因自身原因而虧損數千萬美元。爭議通過華納購買瑪丹娜和羅尼·戴斯謝夫（Ronnie Dashev）手中於Maverick公司的股份而最終解決。瑪丹娜和羅尼·戴斯謝夫（Ronnie Dashev）的公司成為了受華納音樂完全控制的子公司，但瑪丹娜依舊通過一份單獨的唱片合約被華納簽下。
2004年年中，瑪丹娜於美國、加拿大和歐洲展開了她的重生世界巡迴演唱會（Re-Invention World Tour）。該巡演成為2004年票房收入最高的巡演，擁有約1.2億美元的票房總收入，並成為其紀錄片《瑪丹娜的秘密檔案》（I'm Going to Tell You a Secret）的主要內容。2004年11月，瑪丹娜被選為英國音樂名人堂的五位創始成員之一，其他四位分別是披頭士樂隊（The Beatles）、埃爾維斯·皮禮士利（Elvis Presley）、巴布·馬利（Bob Marley）和U2樂團。2005年1月，瑪丹娜於海嘯救援（Tsunami Aid）演唱會上翻唱了約翰·藍儂（John Lennon）的《想像》（Imagine）。瑪丹娜亦於倫敦的現場八方（Live 8）演唱會上表演。
瑪丹娜的個人第十張錄音室專輯《娜語錄》（Confessions on a Dance Floor）於2005年11月發行。在音樂方面該專輯的架構像是俱樂部裡DJ播放的音樂，《告示牌》（Billboard）雜誌的基思·考菲（Keith Caulfield）表示該專輯是“流行女皇的回歸。”該專輯獲得了第四十九屆葛萊美獎最佳電子／舞曲專輯獎。專輯《娜語錄》（Confessions on a Dance Floor）和首波單曲《心神不寧》（Hung Up）分別於四十和四十一個國家登頂，並收穫一項金氏世界紀錄。該歌曲一部分取樣自ABBA樂隊的歌曲《給我！給我！給我！》，這是ABBA樂隊第二次允許作品被其他人採用。ABBA樂隊的歌曲作者比約恩·奧瓦爾斯（Björn Ulvaeus）評論“這是一支極棒的歌曲——百分之百的純流行音樂。”該專輯第二支單曲《對不起》（Sorry）成為瑪丹娜於英國的第十二首冠軍單曲。
瑪丹娜於2006年5月展開娜語錄世界巡迴演唱會（Confessions Tour），該巡演於全球有120萬的觀眾觀看、票房總收入高達1.937億美元，成為當時女歌手史上票房最高的巡演。瑪丹娜於演唱會表演歌曲《以生見證》（Live to Tell）時使用了例如十架苦像和荊棘王冠等宗教符號。這引起了俄羅斯正教會和俄羅斯猶太人團體聯會竭力遊說他們所有的成員抵制瑪丹娜的演唱會。同時，國際唱片業協會正式宣布瑪丹娜於全球的唱片銷量超過2億。
巡演期間，瑪丹娜參與援助馬拉維（Raising Malawi）行動，為馬拉維的一所孤兒院提供部分資金並親自前往該國視察。瑪丹娜決定於當地2006年10月領養一名名為大衛·班達（David Banda）的男孩。此次領養引發了強烈的公眾反應，因為馬拉維法律要求養父母必須在領養前於該國居住至少一年的時間，但瑪丹娜並沒有這麼做。瑪丹娜於歐普拉·溫芙蕾秀上表示馬拉維並沒有書面的領養法管制跨國領養。瑪丹娜描述當其首次見到班達（Banda）時他是如何在經歷過瘧疾和結核病後還忍受肺炎的痛苦的。班達的生父尤哈尼（Yohane）表示，“這些所謂的人權激進份子每天都在不斷騷擾我，嚇唬我根本不知道我正在做什麼⋯⋯他們想要我支持他們在法庭上對瑪丹娜的控告，但我不能這麼做因為我同意瑪丹娜和她的丈夫的領養。”此次領養最終於2008年5月完成。
2006年，瑪丹娜與瑞典服裝品牌H&M合作並向全球推出全新服裝品牌M by Madonna，該系列服裝包括皮革風衣、亮片連衣裙、奶油色過膝褲和修身外套。H&M表示該系列服裝反映了瑪丹娜“永恆、獨特和永久具有魅力的風格。”

### 2007年－2011年：電影製作、專輯《娜式糖》和商業投資

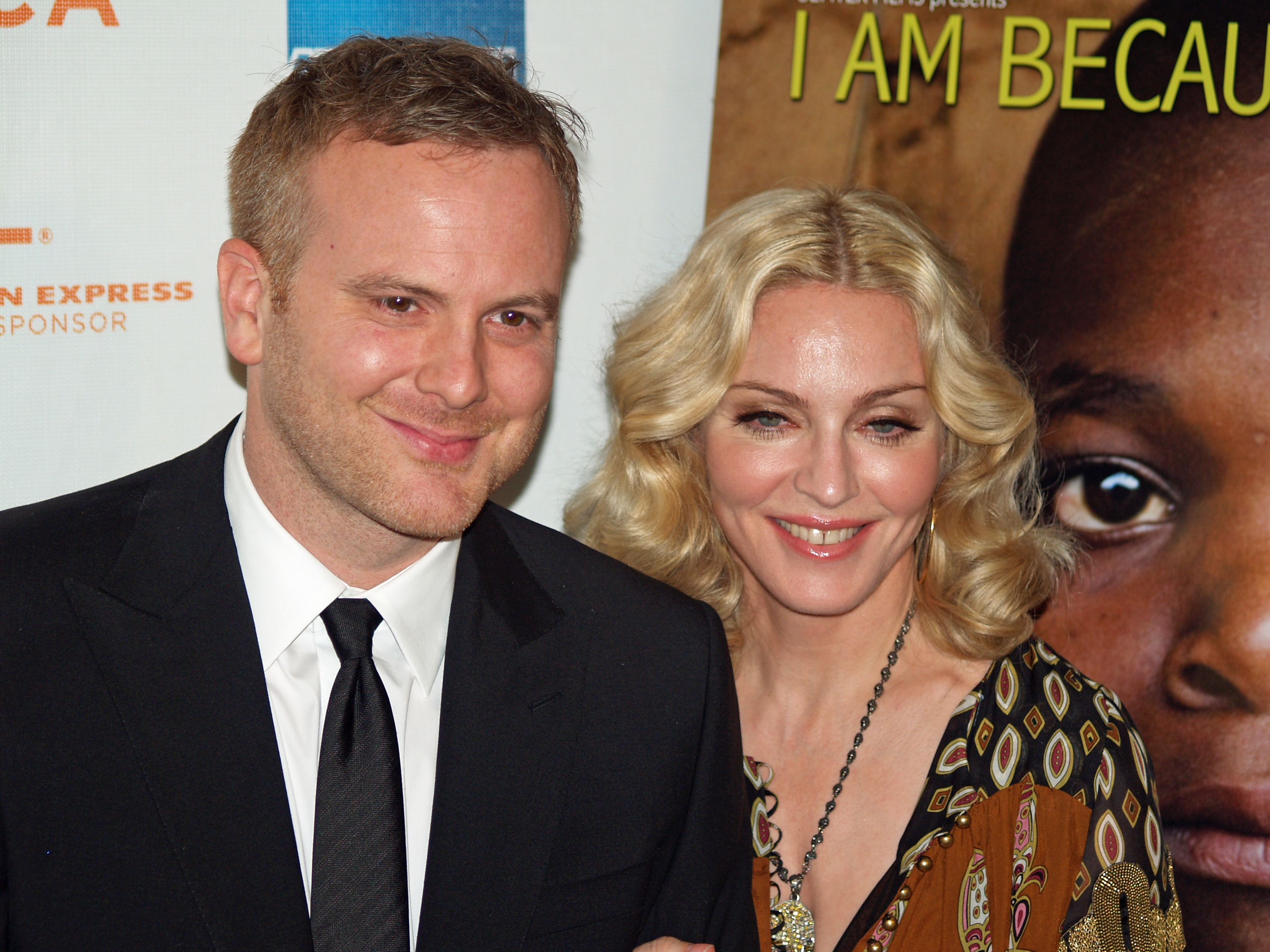
2008年，瑪丹娜與Nathan Rissman於翠貝卡電影節I Am Because We Are首映禮

瑪丹娜為活樂地球（Live Earth）系列演唱會創作了歌曲《嗨，你》（Hey You）。該歌曲於2007年5月發行，首週開放免費下載。瑪丹娜亦於倫敦的活樂地球（Live Earth）演唱會上演唱該歌曲。瑪丹娜宣布離開華納兄弟唱片，亦宣布與Live Nation簽定一份長達十年且價值1.2億美元的全方位合約。瑪丹娜製作並編寫了紀錄片《我在因我們同在》（I Am Because We Are），該影片反映了馬拉維人民面對的各種問題。該電影由瑪丹娜曾經的園丁內森·羅斯曼（Nathan Rissman）執導。瑪丹娜亦執導了她的首部電影《下流與智慧》（Filth and Wisdom）。該電影內容圍繞三個朋友和他們的志向。《泰晤士報》（The Times）表示她“為電影的完成而自豪”，但《每日電訊報》（The Daily Telegraph）描述該電影“雖不是完全不樂觀的首次嘗試但她最好還是做回她的日常工作。”2007年12月，搖滾名人堂（Rock and Roll Hall of Fame）宣布瑪丹娜將成為2008年的五位入選者之一。於2008年3月10日的入選典禮，瑪丹娜沒有表演任何歌曲，但邀請同為名人堂入選者和同樣出生自密歇根的丑角合唱團（The Stooges）表演她的歌曲《燃燒》（Burning Up）和《光芒萬丈》（Ray of Light）。瑪丹娜感謝35年前的舞蹈老師克里斯托弗·弗林（Christopher Flynn）曾鼓勵她追尋她的夢想。
2008年4月，瑪丹娜發行了其個人第十一張錄音室專輯《娜式糖》（Hard Candy）。該專輯受到來自當代節奏藍調的影響，專輯中的歌曲本質上都是自傳式的，同時瑪丹娜亦與賈斯汀·提姆布萊克（Justin Timberlake）、提姆巴蘭（Timbaland）、菲瑞·威廉斯（Pharrell Williams）和納特·丹賈·希爾思（Nate "Danja" Hills）合作。該專輯首週登頂37個國家的排行榜和告示牌200大專輯榜。《滾石》（Rolling Stone）雜誌的唐·修伊（Don Shewey）讚揚該專輯“提前讓聽眾品味到她的下一輪巡演。”該專輯於全球受到廣泛好評，即使有些評論家稱其是“一次保險地攻入都市市場的嘗試”。
歌曲《四分鐘》（4 Minutes）為該專輯的首波單曲，並於告示牌百大單曲榜奪得第三名。該歌曲是瑪丹娜的第37首告示牌百大單曲榜前十名的歌曲——這使得瑪丹娜超越埃爾維斯·皮禮士利（Elvis Presley）成為史上擁有最多告示牌百大單曲榜前十名單曲的藝人。瑪丹娜於英國急繼續保持著擁有最多冠軍單曲的女藝人的紀錄；《四分鐘》成為她的第十三首冠軍單曲。瑪丹娜於第二十三屆日本金唱片大獎獲得從日本唱片協會褒獎她的第五座年度最佳藝人獎盃，她亦是獲得該獎項次數最多的藝人。為進一步宣傳該專輯，瑪丹娜展開了黏蜜蜜世界巡迴演唱會（Sticky & Sweet Tour）；這是她與Live Nation的首次重要合作。擁有票房收入2.8億美元，該巡演成為獨唱藝人票房收入最高的巡演，打破了之前瑪丹娜於娜語錄世界巡迴演唱會（Confessions Tour）創下的紀錄；該紀錄之後被羅傑·沃特斯（Roger Waters）的迷牆世界巡迴演唱會（The Wall Live）打破。該巡演延長至第二年，並增開許多歐洲場次，最終以4.08億美元的票房收入為巡演劃上句點。
瑪丹娜的弟弟克里斯托弗（Christopher）的書《我和姊姊瑪丹娜的生活》（Life with My Sister Madonna）首週於《紐約時報》（The New York Times）暢銷書籍榜單奪得第二名。該書引起了瑪丹娜和她弟弟之間的一些摩擦，因為書中部分內容並未經由瑪丹娜本人同意出版。瑪丹娜和蓋·瑞奇（Guy Ritchie）的婚姻問題亦浮出水面，2008年10月，瑪丹娜宣布結束她和蓋·瑞奇（Guy Ritchie）近八年的婚姻生涯。離婚於2008年12月完成。瑪丹娜決定從馬拉維領養孩童。該國高等法院本已同意其領養梅爾西·詹姆士（Chifundo "Mercy" James）；然而申請最終被拒絕因為瑪丹娜非該國的公民。2009年6月12日，瑪丹娜上訴馬拉維最高法院要求給予其領養梅爾西·詹姆士（Mercy James）的權利。
2009年9月，瑪丹娜發行了她的個人第四張精選輯《娜經典》（Celebration），該專輯亦是瑪丹娜最後一張於華納發行的作品。該精選包括新歌《慶祝》（Celebration）和《左輪手槍》（Revolver）以及34首其職業生涯的熱門單曲。《娜經典》（Celebration）專輯於登頂英國排行榜，這使其與埃爾維斯·皮禮士利（Elvis Presley）並列成為英國史上擁有最多冠軍專輯的獨唱藝人。9月13日，瑪丹娜出席2009年MTV音樂錄影帶大獎，為已故流行巨星麥可·傑克森（Michael Jackson）發表悼詞。
瑪丹娜再次從馬拉維領養孩童的決定引起爭議爆發。梅爾西·詹姆士（Chifundo "Mercy" James）最終於2009年6月被正式領養。瑪丹娜於其領養大衛（David）時認識梅爾西（Mercy）。梅爾西（Mercy）的祖母一開始抗議此次領養，但是最終同意，並表示“一開始我並不想讓她離開，但是作為家人我們必須坐下來達成共識，之後我們同意梅爾西（Mercy）應該走。別人也都堅持認為梅爾西（Mercy）應該被領養，所以我不想再反抗下去了。我依然愛著梅爾西（Mercy）。她是我最親愛的。”梅爾西（Mercy）的父親表示他無法贊同此次領養因為他還活著。
瑪丹娜以獲得十年美國單曲最暢銷藝人與英國播放次數最多藝人結束2000年代。《告示牌》（Billboard）雜誌宣布其為十年最佳巡演藝人第三名——僅次於滾石樂隊（The Rolling Stones）和U2樂團之後——票房總收入超過8.01億美元，觀眾超過630萬人，且248場次中244場售罄。
2010年1月，瑪丹娜參與祝福海地全球賑災義演（Hope for Haiti Now: A Global Benefit for Earthquake Relief）。同年4月，瑪丹娜發行其個人第三張現場專輯《黏蜜蜜世界巡迴演唱會》（Sticky & Sweet Tour）。該專輯是其簽約Live Nation之後發行的首張作品，但該專輯卻繼續交由華納兄弟唱片經銷。瑪丹娜授權美國電視節目《歡樂合唱團》（Glee）使用其個人所有音樂，該節目製作人計劃將有一整集全部使用瑪丹娜的歌曲。EP《歡樂合唱團：娜特典》（Glee: The Music, The Power of Madonna）發行並於首週登頂告示牌200大專輯榜，該專輯包含八首於劇中翻唱的瑪丹娜的歌曲。
瑪丹娜創立了其全新的服裝品牌拜金女孩（Material Girl），該品牌服飾由其本人與女兒羅德斯（Lourdes）一同設計。該品牌以80年代為靈感，借鑑了瑪丹娜於80年代成名時期的龐克女孩風格，並通過梅西百貨販售。瑪丹娜亦於世界各地陸續開設硬糖健身中心（Hard Candy Fitness）。2011年11月，瑪丹娜與MG Icon公司宣布創立其個人第二個服裝品牌真實與大膽（Truth or Dare by Madonna），該品牌產品包括鞋類、內衣與配飾。瑪丹娜亦導演其個人第二部電影《溫莎公爵的情人》（W.E.），該電影講述愛德華八世（King Edward VIII）與華里絲·辛普森（Wallis Simpson）之間的生平故事；該電影與阿萊克·凱恩西恩（Alek Keshishian）一同編寫。該電影受到的評價與商業迴響幾乎都是負面的。瑪丹娜為該電影的原聲帶創作了一首名為《傑作》的情歌，該歌曲獲得了金球獎最佳原創歌曲獎。

### 2012年－2016年：第四十六届超級盃中場表演、專輯《MDNA》和《心叛逆》

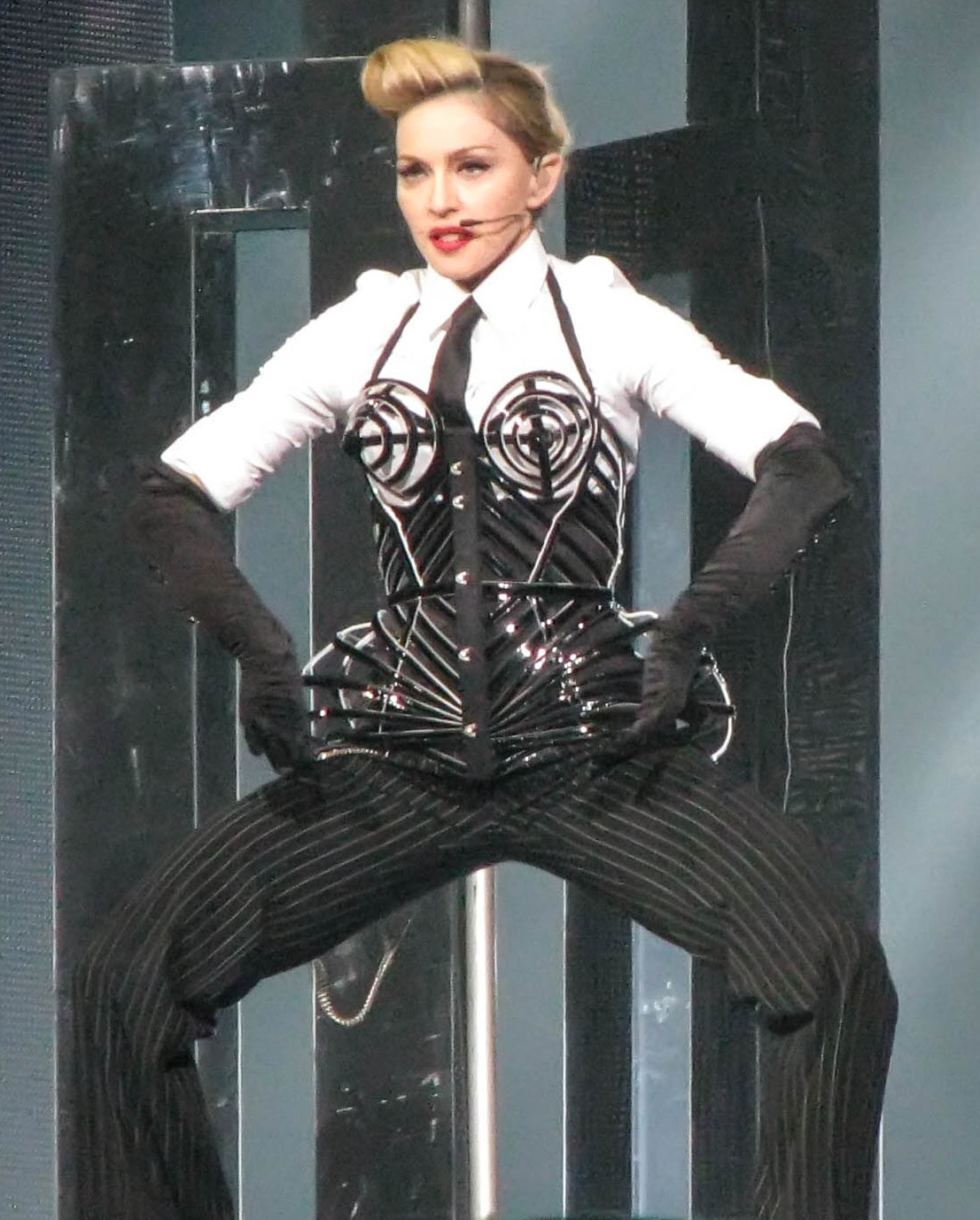
2012年，瑪丹娜於MDNA世界巡迴演唱會（The MDNA Tour）。

2012年，瑪丹娜於第四十六届超級盃（Super Bowl XLVI）中場表演，該表演由太陽馬戲團（Cirque Du Soleil）與傑米·金（Jamie King）設計，並邀請特別嘉賓笑本部（LMFAO）、妮琪·米娜（Nicki Minaj）、M.I.A.與希洛·格林（Cee Lo Green）。該表演成為超級盃中場表演史上觀看人數最多的表演，擁有1.14億的觀眾觀看，比超級盃賽事本身的觀看人數更高。該表演揭示瑪丹娜與Interscope唱片公司簽訂一份三張唱片的合約，該公司成為瑪丹娜與Live Nation簽署的全方位合約中的經銷商夥伴。瑪丹娜的個人第十二張錄音室專輯《MDNA》於2012年3月發行，該專輯與多名製作人合作，包括威廉·歐比特（William Orbit）與馬丁·索爾維哥（Martin Solveig）。該專輯受到音樂評論家的廣泛好評，雜誌《新音樂快遞》（NME）的普莉雅·艾朗（Priya Elan）稱該專輯是“一場令人愉悅的玩樂之旅”，亦將該專輯中的“精神錯亂的、靈魂壓抑的東西”稱作“她曾今做過的某些最本質的東西。”專輯《MDNA》首週登頂告示牌200大專輯榜和其他國家的排行榜。 瑪丹娜打破埃爾維斯·皮禮士利（Elvis Presley）的紀錄成為英國史上擁有最多冠軍專輯的獨唱藝人。該專輯首波單曲《給我你的愛》（Give Me All Your Luvin'）與妮琪·米娜（Nicki Minaj）和M.I.A.合唱，該歌曲成為瑪丹娜第38首告示牌百大單曲榜前10名的歌曲。
為進一步的宣傳該專輯，MDNA世界巡迴演唱會（The MDNA Tour）於2012年5月於以色列特拉維夫展開。該巡演受到廣泛好評，但巡演涉及爭議內容，例如暴力、槍枝、人權、裸體和政治。該巡演亦使瑪丹娜遭受訴訟風波。該巡演共88場，票房總收入3.052億美元，成為2012年票房收入最高以及史上票房收入第十名的巡演。瑪丹娜獲得2013年告示牌音樂獎最佳巡演藝人、最佳舞曲藝人與最佳舞曲專輯三項大獎。因為巡演的成功，《富比世》（Forbes）雜誌表示瑪丹娜為年度最高收入的名人，收入估計高達1.25億美元。
截至2013年，瑪丹娜的援助馬拉維組織已經於馬拉維建立十所學校並教育四千名孩童，總花費四十萬美元。瑪丹娜於2013年前往馬拉威視察學校，但馬拉威總統喬伊斯·班達（Joyce Banda）卻對這位巨星和其所做的慈善工作進行批判，並指控其誇大對馬拉維的慈善貢獻。瑪丹娜之後通過發表聲明，其表示對喬伊斯·班達（Joyce Banda）於這場混戰中的“怒不可遏”而感覺難過。
瑪丹娜與攝影師史蒂芬·克萊恩（Steven Klein）一同完成了一部長達十七分鐘的影片《秘密計畫》（Secret Project Revolution）。瑪丹娜選擇BitTorrent公司以捆綁包的形式發佈該影片。該捆綁包於2013年9月24日發行，其中包含該部長達十七分鐘的影片，並附有一段瑪丹娜接受採訪的影片和一段來自瑪丹娜的留言。隨著該影片的發佈，瑪丹娜發起了一項名為“藝術為自由”（Art for Freedom）的行動，宣導“用藝術和言論自由作為解決全世界受壓迫和不公正行為的一種方式。”該項目的官方網站自啟動後收到超過三千件藝術作品，瑪丹娜亦時常監管該網站並邀請其他藝人參與，例如邀請大衛·布萊恩（David Blaine）和凱蒂·佩芮（Katy Perry）成為該網站的嘉賓監管人。
2014年年初開始，瑪丹娜陸續出席各種媒體公開場合。1月，瑪丹娜出席第56屆葛萊美獎，並與饒舌歌手麥可莫（Macklemore）、萊恩·路易斯（Ryan Lewis）和歌手瑪麗蘭伯特（Mary Lambert）合唱歌曲《相同的愛》（Same Love）和《敞開心房》（Open Your Heart），三十三對新人於現場完婚，並由皇后·拉蒂法（Queen Latifah）主婚。數日後，瑪丹娜作為特別嘉賓參加歌手麥莉·希拉（Miley Cyrus）的MTV不插電演唱會，並演唱《別告訴我》（Don't Tell Me）和《青春大暴走》（We Can't Stop）。2月，瑪丹娜再一次拓展其事業版圖，並於日本東京發表全新化妝品品牌MDNA Skin。瑪丹娜於2014年5月返回家鄉底特律之後，瑪丹娜決定贊助三家位於該城市的機構，幫助該城市解決貧困。瑪丹娜發表聲明表示其於工作中受到啟發，並表示：“對我來說與他人一同幫助底特律振興我必然是義不容辭的。”

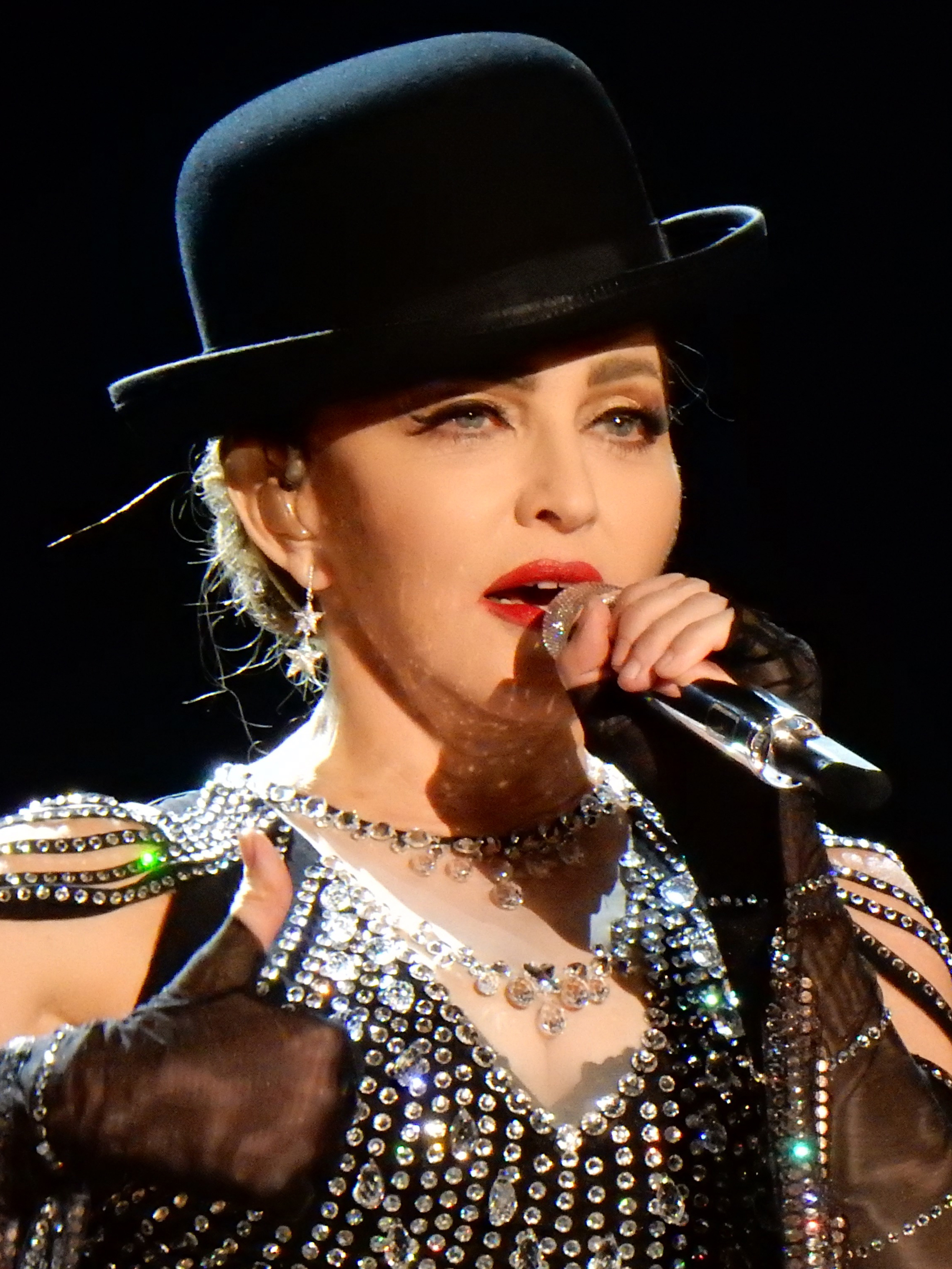
2016年，瑪丹娜於心叛逆世界巡迴演唱會（Rebel Heart Tour）

瑪丹娜開始準備其個人第十三張錄音室專輯，該專輯與艾維奇（Avicii）、迪波洛（Diplo）和娜塔莉兒·柯斯（Natalia Kills）合作。專輯名為《心叛逆》（Rebel Heart），於2015年3月10日發行。2015年9月，瑪丹娜展開心叛逆世界巡迴演唱會（Rebel Heart Tour）；該巡演於2016年3月結束。2016年12月，瑪丹娜獲得《告示牌雜誌》的「年度最佳女藝人」大獎。

### 2017年 - 現在：專輯《X夫人》、回歸華納唱片和演唱會《慶典》
为了支持儿子大衛的足球事业，瑪丹娜一家於2017年搬到了葡萄牙首都里斯本。生活安定后，她在朋友的带领之下开始与当地的艺术家合作。当地的音乐对她产生了很大的影响，因此她将当地的拉丁风格加入接下來的第十四张录音室专辑，專輯定名為《X夫人》（Madame X），於2019年6月14日发行。之後，X夫人世界巡迴演唱會（Madame X Tour）於2019年9月展開。然而演唱會因麦当娜的膝蓋受傷而多次取消，加上因2019冠状病毒病大流行，最終在2020年3月8日提前結束。2020年4月，麦当娜在其社交账号上發佈自己在新冠病毒检测中呈现抗体阳性的消息。
2020年6月，麦当娜在伦敦现身反种族歧视抗议游行活动，为遭白人警察暴力执法致死的非裔美国人喬治·佛洛伊德发声，由于膝盖受伤而拄着拐杖参与游行。
2021年10月，麥當娜發行了名為《X夫人巡演全紀錄》的紀錄片。而在同一年63歲生日當天，她正式宣佈重返華納唱片，並向華納提供她包括在新視鏡唱片旗下發行的三張專輯全部目錄。
2022年，根據與華納的合約關係，開始推出一系列麥當娜的歷年專輯重新發行，以紀念其唱片生涯40周年。8月19日，麥當娜發行了名為《娜就愛50首冠軍混音精選》（Finally Enough Love: 50 Number Ones）的混音專輯，並在6月24日先提供16首歌曲的精華版。這張混音專輯成爲了她在Billboard 200榜上排名前十的第23張專輯。
2023年1月，麥當娜宣佈開啟慶典世界巡迴演唱會（The Celebration Tour），以紀念其出道40周年，預計7月15日自加拿大開始巡演。
2023年6月28日，经纪人盖伊·奥瑟里发布消息，称麦当娜突然失去知觉被送入纽约一家医院。经抢救后已清醒，并在家休養中。
7月31日，麦当娜於社交平台发文透露近况，感叹幸运能活着，并感谢了身边的亲友。
2023年10月14日，慶典巡迴演唱會在倫敦O2體育館正式拉開帷幕，並廣受好評。

## 音樂作品
- 錄音室專輯
  - 瑪丹娜（1983年）
  - 宛如處女（1984年）
  - 忠實者（1986年）
  - 宛如祈禱者（1989年）
  - 情慾（1992年）
  - 枕邊故事（1994年）
  - 光芒萬丈（1998年）
  - 音樂聖堂（2000年）
  - 夢醒美國（2003年）
  - 娜語錄（2005年）
  - 娜式糖（2008年）
  - MDNA（2012年）
  - 心叛逆（2015年）
  - X夫人（2019年）
- 精選專輯
  - 無暇精選輯（1990年）
  - 情難忘-瑪丹娜性感情歌精選輯（1995年）
  - 就是娜精選輯（2001年)
  - 娜經典（2009年)
- 混音專輯
  - 你可以跳舞（1987年）
  - 神話再現混音迷你專輯（2003年)
  - 娜就愛50首冠軍混音精選（2022年)
- 電影原聲帶
  - 她是誰（1987年)
  - 屏息（1990年)
  - 瑪丹娜之阿根廷別為我哭泣（1996年)

## 影視作品
- 瑪丹娜的犧牲（英语：A Certain Sacrifice）（1985年）
- 奪標27秒（英语：Vision Quest (film)）（1985年）
- 神秘約會（1985年）
- 上海驚奇（1986年）
- 她是誰（英语：Who's That Girl (1987 film)）（1987年）
- 百老匯的最後一夜（英语：Bloodhounds of Broadway (1989 film)）（1989年）
- 狄克崔西（1990年）
- 真實與大膽（英语：Madonna: Truth or Dare）（1991年）
- 影與霧（英语：Shadows and Fog）（1991年）
- 紅粉聯盟（1992年）
- 肉體證據（英语：Body of Evidence (1993 film)）（1993年）
- 銀色機密（英语：Dangerous Game (1993 film)）（1993年）
- 煙變奏之吐盡心中情（英语：Blue in the Face）（1995年）
- 瘋狂終結者（1995年）
- 6號叩應女郎（英语：Girl 6）（1996年）
- 貝隆夫人（1996年）
- 好事成雙（2000年）
- 浩劫妙冤家（英语：Swept Away (2002 film)）（2002年）
- 007：誰與爭鋒（2002年）
- 瑪丹娜的秘密檔案（2005年）
- 亞瑟的奇幻王國：毫髮人的冒險（2006年）

## 演唱会
- 處女巡迴演唱會（1985年）
- 她是誰世界巡迴演唱會（1987年）
- 金髮雄心世界巡迴演唱會（1990年）
- 女子秀世界巡迴演唱會（1993年）
- 沉淪世界世界巡迴演唱會（2001年）
- 重生世界巡迴演唱會（2004年）
- 娜語錄世界巡迴演唱會（2006年）
- 黏蜜蜜世界巡迴演唱會（2008－2009年）
- MDNA巡回演唱会（2012年）
- 心叛逆世界巡迴演唱會（2015－2016年）
- X夫人世界巡迴演唱會（2019－2020年）
- 慶典世界巡迴演唱會（2023－2024年）

## 品牌
- Boy Toy, Inc
- Webo Girl Publishing, Inc
- Maverick（英语：Maverick (company)）
- Semtex Girls
- Hard Candy Fitness
- Truth or Dare by Madonna

### 引用
1. ↑  世界新聞網. . 2023-10-27  [2024-12-02]. （原始内容存档于2024-12-09）.
2. ↑  .   [2020-09-24]. （原始内容存档于2020-12-01）.
3. ↑  Erlewine, Stephen Thomas. . AllMusic.   [2015-04-13]. （原始内容存档于2013-12-22）.
4. ↑  Taraborrelli 2002，第10頁
5. 1 2 3  . The Daily Telegraph. 2006-07-26  [2008-06-09]. （原始内容存档于2017-08-12）.
6. ↑  Guilbert 2002，第92頁
7. ↑  Morton 2002，第47頁
8. 1 2  Taraborrelli 2002，第23頁
9. ↑  Claro 1994，第24, 27頁
10. ↑  Tilden, Imogen. . The Guardian. 2001-07-04  [2008-05-29]. （原始内容存档于2008-10-23）.
11. ↑  Morton 2002，第12頁
12. ↑  Taraborrelli 2002，第26–29頁
13. ↑  Hosted by Paula Zahn. . . 2004  [2015-04-22]. CNN. （原始内容存档于2016-12-20）.
14. ↑  Hosted by Jim Wallasky. . .  5 记录于. The History Channel.
15. ↑  Rettenmund 1995，第45頁
16. ↑  O'Brien 2007，第56頁
17. ↑  Baron, Bruce. . Goldmine (F+W Media). 1999-07-02, 25 (494). ISSN 1055-2685.
18. ↑  Morton 2002，第23頁
19. ↑  LeRoy, Dan. . AllMusic. Rovi Corporation.   [2014-03-19]. （原始内容存档于2015-11-23）.
20. ↑  Orzeck, Kurt. . MTV. 2007-09-23  [2008-05-29]. （原始内容存档于2008-05-03）.
21. ↑  Taraborrelli 2002，第43頁
22. ↑  Rooksby 2004，第11頁
23. 1 2 3 4  . AllMusic. Rovi Corporation.   [2010-02-24].
24. 1 2 3 4  . AllMusic. Rovi Corporation.   [2010-02-24]. （原始内容存档于2010-10-21）.
25. ↑  . Billboard.   [2012-09-02]. （原始内容存档于2015-11-30）.
26. ↑  Cross 2007，第31頁
27. ↑  Voller 1999，第18頁
28. ↑  Vena, Jocelyn. . MTV News. Viacom. 2009-08-12  [2010-01-12]. （原始内容存档于2010-01-12）.
29. 1 2  Greig, Geordie. . The Sunday Times (London). 2005-11-06  [2008-06-09]. （原始内容存档于2011-07-17）.
30. ↑  . Today's Zaman. 2014-11-30  [2015-01-28]. （原始内容存档于2016-05-30）.
31. ↑  Hawkins & Attenborough 2009，第133頁
32. ↑  Rooksby 2004，第13頁
33. ↑  Clerk 2002，第56頁
34. 1 2 3 4 5 6 7 8 9 10 11 12  . Billboard.   [2009-03-12]. （原始内容存档于2008-07-08）.
35. 1 2  . BBC. 2006-02-26  [2008-06-09]. （原始内容存档于2017-09-15）.
36. ↑  . Film Journal International (Arthur M. Sackler Foundation, University of Michigan). 1984, 10: 20. ISSN 1536-3155.
37. ↑  Van Gelder, Lawrence. . The New York Times. 1986-03-02  [2012-04-25]. （原始内容存档于2017-10-17）.
38. ↑  Warren et al. 2001，第23–25頁
39. 1 2  Morton 2002，第134–135頁
40. 1 2  Dion, Richard. . Musicomania.   [2012-04-23]. （原始内容存档于2015-07-02）.
41. ↑  Metz & Benson 1999，第67頁
42. ↑  Clerk 2002，第77頁
43. ↑  Bohem 1990，第78頁
44. ↑  . Tribune Entertainment Media Group.   [2008-06-09]. （原始内容存档于2015-10-02）.
45. 1 2 3 4  Smith, Neil. . BBC. 2004-05-24  [2008-02-12]. （原始内容存档于2017-08-04）.
46. ↑  Voller 1999，第29頁
47. ↑  Bassets, Luis. . El País. Madrid: Jesús de Polanco. 1987-08-31  [2009-05-04]. （原始内容存档于2015-11-18） （西班牙语）.
48. ↑  Erlewine, Stephen Thomas. . AllMusic. Rovi Corporation. 1987-12-02  [2010-05-18].
49. ↑  . Fox News Channel. 2008-01-03  [2008-06-05]. （原始内容存档于2012-10-25）.
50. ↑  . The New York Times. 1989-04-05  [2012-09-02]. （原始内容存档于2017-09-24）.
51. ↑  Madonna.  (Audio CD). Sire Records. 1989.
52. ↑  Considine, J.D. . Rolling Stone. 1989-04-06  [2007-01-21]. （原始内容存档于2012-12-08）.
53. ↑  Ruiz, Julián. . El Mundo (Unidad Editorial). 2013-11-19  [2014-02-09]. （原始内容存档于2017-09-08） （西班牙语）.
54. ↑  Taraborrelli 2002，第217頁
55. ↑  Press release. . Dayton Daily News (Cox Enterprises). 1990-05-25: 23. ISSN 0897-0920.
56. ↑  Bego 2000，第232頁
57. ↑  Rooksby 2004，第89頁
58. ↑  Bronson 2002，第329頁
59. ↑  Morton 2002，第98頁
60. ↑  . China Daily. 2009-11-04  [2010-12-11]. （原始内容存档于2015-12-22）.
61. ↑  Herrera, Monica. . Billboard. 2000-09-15  [2007-12-14]. （原始内容存档于2011-11-10）.
62. ↑  Pitts 2004，第40頁
63. ↑  Sporkin, Elizabeth. . People. 1990-07-02  [2009-07-30]. （原始内容存档于2016-03-03）.
64. ↑  Ciccone, Christopher. . Daily Mail (London). 2008-07-19  [2009-05-23]. （原始内容存档于2016-11-30）.
65. ↑  . Madonna.com.   [2012-09-03]. （原始内容存档于2014-11-07）.
66. ↑  Fisher, Carrie. . Rolling Stone. August 1991. ISSN 0035-791X.
67. 1 2 3  . National Academy of Recording Arts and Sciences.   [2008-05-27]. （原始内容存档于2015-09-22）.
68. ↑  Cross 2007，第128頁
69. ↑  . Recording Industry Association of America.   [2010-01-03]. （原始内容存档于2015-12-30）.
70. ↑  Clayton-Lea, Tony. . The Irish Times. 2012-03-23  [2014-03-13]. （原始内容存档于2012-03-29）.
71. ↑  . Hung Medien.   [2010-05-28]. （原始内容存档于2015-09-20）.
72. 1 2  Rich, Joshua. . Entertainment Weekly. 1998-11-20  [2008-05-27]. （原始内容存档于2013-06-01）.
73. ↑  Lippens, Nate. . MSN Music. 2007  [2008-01-04]. （原始内容存档于2011-06-10）.
74. ↑  Bronson 2002，第775頁
75. ↑  Weiss, Shari. . Daily News (New York: Daily News, L.P.). 2011-01-11  [2002-08-30]. （原始内容存档于2012-10-29）.
76. ↑  . British Board of Film Classification.   [2012-09-06]. （原始内容存档于2021-09-05）.
77. ↑  Holden, Stephen. . The New York Times. 1992-04-20  [2008-05-27]. （原始内容存档于2009-05-19）.
78. ↑  Morton 2002，第54頁
79. ↑  . Madonna.com.   [2008-06-09]. （原始内容存档于2014-12-13）.
80. ↑  Metz & Benson 1999，第17–20頁
81. ↑  . Rotten Tomatoes.   [2008-06-09]. （原始内容存档于2017-11-29）.
82. ↑  Maslin, Janet. . The New York Times. 1993-11-19  [2008-06-10]. （原始内容存档于2012-02-19）.
83. ↑  Tetzlaff 1993，第143頁
84. ↑  Taraborrelli 2002，第232–235頁
85. ↑  Taraborrelli 2002，第242頁
86. 1 2  Taraborrelli 2002，第235頁
87. ↑  . Billboard.   [2012-09-02]. （原始内容存档于2016-01-31）.
88. ↑  Voller 1999，第221頁
89. ↑  Taraborrelli 2002，第251頁
90. ↑  Erlewine, Stephen Thomas. . AllMusic. Rovi Corporation. 1995-11-17  [2009-07-30].
91. ↑  Gleiberman, Owen. . Entertainment Weekly. 1996-12-20  [2008-06-09]. （原始内容存档于2014-11-29）.
92. ↑  Maslin, Janet. . The New York Times. 1996-12-06  [2009-05-26]. （原始内容存档于2011-08-24）.
93. ↑  Michael 2004，第67頁
94. ↑  Taraborrelli 2002，第276頁
95. ↑  Madonna on Oprah, December 13, 1996, American Broadcasting Company, 15:56 in.
96. ↑  Ciccone, Madonna. . Vanity Fair (Advance Publications). November 1996: 174–188. ISSN 0733-8899.
97. ↑  Taraborrelli 2002，第285頁
98. ↑  Corliss, Richard. . Time. 1996-12-16  [2010-05-26]. （原始内容存档于2009-02-26）.
99. ↑  Busari, Stephanie. . CNN. 2008-03-24  [2008-03-21]. （原始内容存档于2016-03-03）.
100. ↑  Erlewine, Stephen Thomas. . AllMusic. Rovi Corporation. 1997-09-23  [2010-02-24].
101. ↑  . Billboard. 1996-12-21, 108 (51): 12  [2014-03-20]. ISSN 0006-2510. （原始内容存档于2014-03-19）.
102. ↑  Lacher, Irne. . Los Angeles Times. 1996-10-16  [2015-08-01]. （原始内容存档于2015-09-15）.
103. ↑  Cross 2007，第71頁
104. ↑  Taraborrelli 2002，第288頁
105. ↑  Cross 2007，第134頁
106. ↑  Barnes, Anthony. . The Independent (London). 2006-07-09  [2010-05-26]. （原始内容存档于2011-06-29）.
107. ↑  Rooksby 2004，第50頁
108. ↑  Michael 2004，第46頁
109. 1 2  Powers, Ann. . Soundcheck. 2013-09-13  [2014-02-14]. （原始内容存档于2014-02-10）.
110. ↑  Cinquemani, Sal. . Slant Magazine. 2003-03-09  [2009-07-17]. （原始内容存档于2015-07-17）.
111. 1 2  . CNN. 2000-11-10  [2008-02-09]. （原始内容存档于2012-08-08）.
112. ↑  . Rolling Stone.   [2008-06-06]. （原始内容存档于2013-01-15）.
113. ↑  Taraborrelli 2002，第303頁
114. ↑  Metz & Benson 1999，第167頁
115. ↑  . Madonna.com.   [2012-09-02]. （原始内容存档于2010-01-02）.
116. ↑  Glenday 1998，第228頁
117. ↑  Clinton, Paul. . CNN. 1999-10-28  [2007-08-12]. （原始内容存档于2009-02-26）.
118. ↑  Presenter, Radio 2. . BBC Radio 2.   [2008-06-09]. （原始内容存档于2013-12-29）.
119. ↑  Bronson 2002，第989頁
120. ↑  Erlewine, Bogdanov & Woodstra 2002，第245頁
121. ↑  Caulfield, Keith. . Billboard. 2000-09-28  [2009-01-20]. （原始内容存档于2011-11-10）.
122. ↑  Lee, Hann C. . CNN. 2001-03-23  [2008-06-09]. （原始内容存档于2020-12-01）.
123. ↑  Cross 2007，第xix; 88–89頁
124. ↑  Davies, Hugh; Aldrick, Philip. . The Daily Telegraph (London). 2000-12-08  [2014-05-08]. （原始内容存档于2017-08-05）.
125. ↑  Caulfield, Keith. . Billboard (New York City). 2001-12-29, 113 (52): 44. ISSN 0006-2510.
126. ↑  Erlewine, Stephen Thomas. . Allmusic. Rovi Corporation. 2001-11-12  [2009-05-26].
127. ↑  . BBC. 2002-11-08  [2008-06-03]. （原始内容存档于2017-09-15）.
128. ↑  . Whatsonstage.com. 2002-05-27  [2012-12-07]. （原始内容存档于2012-10-19）.
129. ↑  Michael Billington. . The Guardian. 2002-05-25  [2012-12-07]. （原始内容存档于2013-05-10）.
130. ↑  . Britishtheatreguide.info.   [2012-12-07]. （原始内容存档于2015-12-22）.
131. ↑  Peter Bradshaw. . The Guardian (London). 2006-09-13  [2012-12-07]. （原始内容存档于2012-11-29）.
132. ↑  Lieberman, Rhonda. . BNET. 2003-05-09  [2009-05-23]. （原始内容存档于2020-12-01）.
133. ↑  . Metacritic.   [2007-12-30]. （原始内容存档于2015-02-08）.
134. 1 2  Norris, John. . MTV. 2003-04-09  [2010-05-26]. （原始内容存档于2003-06-05）.
135. ↑  Flick, Larry. . The Advocate. March 2003, (887): 45. ISSN 0001-8996.
136. ↑  Susman, Gary. . Entertainment Weekly. 2003-04-01  [2010-05-17]. （原始内容存档于2014-12-09）.
137. ↑  Hastings, Chris. . The Daily Telegraph (London). 2005-10-16  [2008-01-07]. （原始内容存档于2016-07-06）.
138. ↑  Moss, Corey. . MTV. 2003-08-28  [2010-02-24]. （原始内容存档于2010-09-21）.
139. ↑  Gardner, Elysa. . USA Today. 2003-08-28  [2007-01-10]. （原始内容存档于2007-10-19）.
140. ↑  Taraborrelli 2002，第233頁
141. ↑  Brackett, & Hoard 2004，第304頁
142. ↑  Cross 2007，第97頁
143. ↑  Kellaway, Kate. . The Guardian (London). 2003-09-21  [2010-05-31]. （原始内容存档于2009-08-12）.
144. ↑  Horton & Simmons 2007，第196–198頁
145. 1 2  . BBC. 2004-03-26  [2008-06-07]. （原始内容存档于2017-10-17）.
146. ↑  Shawhan, Jason. . NME. 2007-08-26  [2008-06-09]. （原始内容存档于2008-04-24）.
147. ↑  . Billboard. 2005-01-02  [2014-03-29]. （原始内容存档于2015-11-21）.
148. ↑  Erlewine, Stephen Thomas. . Allmusic. Rovi Corporation. 2006-06-12  [2009-10-30]. （原始内容存档于2012-04-30）.
149. ↑  Jury, Louise. . The Independent (London). 2004-11-12  [2014-03-12]. （原始内容存档于2017-10-17）.
150. ↑  . Australian Broadcasting Company. Associated Press. 2005-01-16  [2008-06-14]. （原始内容存档于2011-09-20）.
151. ↑  . BBC.   [2008-06-14]. （原始内容存档于2016-12-08）.
152. ↑  . MTV. 2005-10-24  [2010-05-26]. （原始内容存档于2014-10-17）.
153. ↑  Caulfield, Keith. . Billboard (New York). 2005-11-19, 117 (47): 45  [2009-07-27]. ISSN 0006-2510.
154. ↑  Glenday 2007，第187頁
155. ↑  . BBC. 2005-10-18  [2012-09-02]. （原始内容存档于2017-08-05）.
156. ↑  Caulfield, Keith. . Billboard. 2006-09-04  [2010-02-24]. （原始内容存档于2013-07-04）.
157. ↑  Khyam, Omar. . Jewish News Weekly (The Emanu-El). 2006-08-18  [2008-01-21]. （原始内容存档于2016-05-16）.
158. ↑  . International Federation of the Phonographic Industry. 2006-09-13  [2007-12-14]. （原始内容存档于2012-10-15）.
159. ↑  . BBC. 2006-10-11  [2014-12-31]. （原始内容存档于2017-10-17）.
160. ↑  . CNN. Associated Press. 2009-04-04  [2010-02-24]. （原始内容存档于2016-03-04）.
161. ↑  Pilkington, Ed. . The Guardian (London). 2006-10-26  [2008-06-09]. （原始内容存档于2017-10-17）.
162. ↑  Thomas, Karen. . USA Today. 2006-10-26  [2008-06-14]. （原始内容存档于2014-03-27）.
163. ↑  Itzkoff, David. . The New York Times. 2009-06-12  [2014-03-29]. （原始内容存档于2015-01-12）.
164. ↑  . Billboard. 2006-12-09  [2007-03-07]. （原始内容存档于2016-12-16）.
165. ↑  Herrera, Monica. . Billboard. 2007-07-16  [2010-02-25]. （原始内容存档于2016-12-16）.
166. ↑  Caulfield, Keith. . Billboard. 2007-10-16  [2010-02-25]. （原始内容存档于2017-07-23）.
167. ↑  Petridis, Alexis. . The Guardian (London). 2007-08-09  [2008-06-14]. （原始内容存档于2008-09-26）.
168. ↑  Elan, Priya. . The Times (London). 2008-04-03  [2008-06-14]. （原始内容存档于2011-05-17）.
169. ↑  Johnston, Sheila. . The Daily Telegraph (London). 2008-02-14  [2008-06-14]. （原始内容存档于2018-02-01）.
170. ↑  . USA Today. Associated Press. 2007-12-13  [2007-12-13]. （原始内容存档于2009-03-27）.
171. ↑  Campbell, Jim. . Billboard. 2008-03-11  [2010-02-25]. （原始内容存档于2016-12-16）.
172. ↑  . CBS News. 2008-03-18  [2010-05-18]. （原始内容存档于2011-08-12）.
173. ↑  Reid, Shaheem. . MTV. 2008-08-08  [2010-04-26]. （原始内容存档于2009-11-06）.
174. ↑  . Madonna.com. 2008-04-30  [2008-12-23]. （原始内容存档于2011-06-22）.
175. ↑  Hasty, Katie. . Billboard. 2008-05-07  [2008-05-07]. （原始内容存档于2017-03-17）.
176. ↑  Shewey, Don. . Rolling Stone. 2008-05-01  [2014-04-25]. （原始内容存档于2017-10-25）.
177. ↑  . Metacritic.   [2008-05-26]. （原始内容存档于2015-02-08）.
178. ↑  Savage, Mark. . BBC. 2008-04-08  [2008-05-26]. （原始内容存档于2018-04-14）.
179. ↑  Hasty, Katie. . Billboard. 2008-04-02  [2008-04-02]. （原始内容存档于2017-10-09）.
180. ↑  Schmidt, Veronica. . The Times (London). 2008-04-21  [2008-04-21]. （原始内容存档于2008-07-19）.
181. ↑  . Warner Music Japan. 2009-03-03  [2009-03-04]. （原始内容存档于2015-07-01） （日语）.
182. 1 2  Kaufman, Gil. . MTV. 2009-09-03  [2010-02-25]. （原始内容存档于2010-01-11）.
183. ↑  . Billboard. 2013-10-05  [2013-10-20]. （原始内容存档于2017-03-16）.
184. ↑  Herrera, Monica. . Billboard. 2009-01-30  [2009-05-24]. （原始内容存档于2016-12-16）.
185. ↑  . The New York Times. 2008-08-03  [2008-08-21]. （原始内容存档于2014-12-14）.
186. ↑  . The Daily Telegraph (London). 2008-10-15  [2009-05-23]. （原始内容存档于2008-12-12）.
187. ↑  . BBC. 2008-10-16  [2008-11-15]. （原始内容存档于2017-09-18）.
188. ↑  . BBC. 2008-12-15  [2009-05-23]. （原始内容存档于2017-08-23）.
189. ↑  Banda, Mabvuto; Georgy, Michael. . Billboard. 2009-05-25  [2009-05-26]. （原始内容存档于2020-10-27）.
190. ↑  Tyre, Blan. . CBS News. 2009-06-12  [2009-06-19]. （原始内容存档于2009-06-19）.
191. ↑  Caulfield, Keith. . Billboard. 2009-07-23  [2009-07-23]. （原始内容存档于2016-12-16）.
192. ↑  Sexton, Paul. . Billboard. 2009-09-29  [2009-09-29]. （原始内容存档于2016-04-26）.
193. ↑  Crosley, Hillary; Kaufman, Gil. . MTV. 2009-09-13  [2009-09-14]. （原始内容存档于2010-04-26）.
194. ↑  Leach, Dan. . The Daily Telegraph (London). 2009-06-20  [2014-03-14]. （原始内容存档于2020-11-24）.
195. ↑  . Billboard.   [2010-11-13]. （原始内容存档于2012-12-27）.
196. ↑  . BBC News. 2010-04-05  [2010-11-13]. （原始内容存档于2020-12-01）.
197. ↑  . Billboard.   [2011-09-21]. （原始内容存档于2013-03-16）.
198. ↑  Johnston, Maura. . MTV. 2010-01-22  [2010-01-25]. （原始内容存档于2010-01-24）.
199. ↑  . Madonna.com. 2010-01-12  [2010-01-12]. （原始内容存档于2017-09-16）.
200. ↑  Stack, Tim. . Entertainment Weekly. 2009-10-21  [2010-03-04]. （原始内容存档于2012-08-28）.
201. ↑  Caulfield, Keith. . Billboard. 2010-04-28  [2010-04-29]. （原始内容存档于2013-06-30）.
202. ↑  Serjeant, Jill. . Reuters. 2010-08-20  [2010-11-11]. （原始内容存档于2020-12-02）.
203. ↑  Lee, Joyce. . CBS News. 2010-10-26  [2010-11-11]. （原始内容存档于2012-07-03）.
204. ↑  . Madonna.com. 2011-11-03  [2011-12-05]. （原始内容存档于2016-04-04）.
205. ↑  Jafaar, Ali. . Variety. 2010-02-13  [2010-02-15]. （原始内容存档于2010-11-26）.
206. ↑  . Metacritic. 2011-12-09  [2012-05-13]. （原始内容存档于2020-07-21）.
207. ↑  . Rotten Tomatoes. 2012-05-02  [2012-05-13]. （原始内容存档于2020-12-16）.
208. ↑  Vena, Jocelyn. . MTV News. MTV Networks. 2012-01-15  [2012-01-16]. （原始内容存档于2013-07-21）.
209. ↑  . National Football League. 2011-12-04  [2011-12-05]. （原始内容存档于2012-01-07）.
210. ↑  Bauder, David. . The Vancouver Sun. 2012-02-06  [2013-04-11]. （原始内容存档于2012-02-08）.
211. ↑  Halperin, Shirley. . The Hollywood Reporter. 2011-12-15  [2011-12-15]. （原始内容存档于2011-12-15）.
212. ↑  Interscope Records. . PR Newswire. 2012-01-29  [2012-01-29]. （原始内容存档于2015-09-06）.
213. ↑  . Metacritic. CBS Interactive.   [2012-03-22]. （原始内容存档于2016-01-21）.
214. ↑  Elan, Priya. . NME. 2012-03-23  [2012-03-27]. （原始内容存档于2012-03-26）.
215. ↑  Caulfield, Keith. . Billboard. 2009-09-14  [2012-04-07]. （原始内容存档于2016-02-06）.
216. ↑  Kreisler, Lauren. . Official Charts Company. 2012-04-01  [2012-04-02]. （原始内容存档于2014-10-06）.
217. ↑  . Billboard. 2009-09-14  [2012-02-26]. （原始内容存档于2015-11-18）.
218. ↑  Cadan, Dan. . Rolling Stone. 2012-06-01  [2012-06-07]. （原始内容存档于2017-10-25）.
219. ↑  Pareles, Jon. . The New York Times. 2012-08-29  [2012-09-17]. （原始内容存档于2012-08-29）.
220. ↑  . Birmingham Mail. 2012-07-20  [2012-08-27]. （原始内容存档于2012-10-05）.
221. ↑  Waddell, Ray. . Billboard. 2013-01-24  [2013-05-19]. （原始内容存档于2020-08-19）.
222. ↑  Payne, Chris. . Billboard. 2013-05-19  [2013-05-19]. （原始内容存档于2020-10-26）.
223. ↑  Nardine Saad. . Los Angeles Times. 2013-08-28  [2013-08-31]. （原始内容存档于2014-01-03）.
224. ↑  . Daily News (New York). 2013-04-07  [2015-02-04]. （原始内容存档于2018-06-25）.
225. ↑  . BBC. 2013-04-11  [2013-04-11]. （原始内容存档于2020-11-12）.
226. ↑  Mapondera, Godfrey; Smith, David. . The Guardian (London). 2013-04-12  [2013-04-15]. （原始内容存档于2013-04-14）.
227. ↑  . Metro. Associated Newspapers Limited. 2013-09-05  [2013-09-23]. （原始内容存档于2020-07-10）.
228. ↑  Caitlin McGarry. . TechHive. IDG Consumer & SMB. 2013-09-17  [2013-09-23]. （原始内容存档于2015-10-26）.
229. ↑  Blistein, John. . Rolling Stone. 2014-01-07  [2014-05-23]. （原始内容存档于2018-06-12）.
230. ↑  . Spin (Spin Media LLC). 2014-01-26  [2014-01-29]. （原始内容存档于2015-09-24）.
231. ↑  Gallo, Phil. . Billboard. 2014-01-29  [2014-01-29]. （原始内容存档于2021-11-15）.
232. ↑  Rutherford, Kevin. . Billboard. 2014-02-14  [2014-02-14]. （原始内容存档于2020-11-29）.
233. ↑  Grow, Kory. . Rolling Stone. 2014-06-30  [2014-07-01]. （原始内容存档于2017-10-04）.
234. ↑  Hampson, Sarah. . The Globe and Mail (Toronto). 2014-02-14  [2014-03-01]. （原始内容存档于2014-03-17）.
235. ↑  . The Belfast Telegraph.   [2014-04-15]. （原始内容存档于2014-04-16）.
236. ↑  Petridis, Alexis. . The Guardian. 2014-12-21  [2014-12-22]. （原始内容存档于2020-11-12）.
237. ↑  Spanos, Brittany. . Rolling Stone. 2015-03-02  [2015-03-02]. （原始内容存档于2015-03-04）.
238. ↑  Madonna, Armed With the Power of Antibodies, Will ‘Breathe in the COVID-19 Air’ （页面存档备份，存于）.Vulture.2020-05-01.[2020-05-04].

## 延伸閱讀
- Bronsoon, Fred. . Billboard books. 2003. ISBN 0-8230-7677-6.
- McAleer, Dave. . Hal Leonard Corporation. 2004. ISBN 0-87930-808-7.
- Wesley, Hyatt. . Billboard books. 1999. ISBN 0-8230-7693-8.

## 外部連結
- 官方网站 （英文）
- 麥當娜的Instagram帳戶
- 麥當娜的X（前Twitter）
- 麥當娜的Facebook專頁